# Kevers
Kevers of torren (Coleoptera) zijn een zeer omvangrijke orde van gevleugelde insecten. Kevers verschillen van andere insecten door de voorvleugels die de vorm hebben van harde dekschilden. Deze dekschilden (elytra) bedekken de kwetsbare en vliezige achtervleugels. 
Kevers vormen de grootste orde van de insecten en zijn vanwege het wereldwijde voorkomen en de enorme soortenrijkdom een insectengroep die bij het grote publiek bekend is.
Kevers komen overal ter wereld voor en leven in de meest uiteenlopende habitats. Alleen in echte poolstreken en in de zee komen geen soorten voor. De larven van kevers leven vaak op of in de bodem en hebben nog geen vleugels. Ze zijn vrij immobiel en zijn hierdoor vaak gebonden aan een specifiek milieu. De volwassen kevers daarentegen zijn in staat zich te verplaatsen door weg te vliegen en zich zo te verspreiden.
Kevers kennen een enorme diversiteit wat betreft lichaamsvorm maar hebben allemaal hetzelfde basisplan. Het lichaam is meestal bol en de antennes zijn relatief kort. Kevers zijn daarnaast sterk bepantserd door hun dikke chitinehuid. Het voorste vleugelpaar is omgevormd tot een beschermend pantser aan de bovenzijde van het lichaam. Kevers kunnen hierdoor niet zo snel vliegen als de vertegenwoordigers van veel andere groepen van insecten.
In Europa komen zo'n 20.000 soorten voor. In Nederland en België komen ongeveer 4200 soorten kevers voor, waaronder veel waterkevers zoals de geelgerande watertor en het schrijvertje. Bekende landkevers zijn het zevenstippelig lieveheersbeestje, de heldenbok en de meikever. In het Nederlands Soortenregister staan van de 18.000 inheemse Nederlandse insectensoorten ruim 4100 soorten als keversoort geregistreerd, zodat bijna 23% van de Nederlandse insectensoorten bij de orde van de kevers ingedeeld wordt.

## Naamgeving

Chepri was een Egyptische god

Kevers worden ook wel torren genoemd. Sommige groepen van kevers dragen deze naam ook in de Nederlandstalige naam, zoals de boktorren en de kniptorren. Over de herkomst van de oorspronkelijke naam 'kever' bestaat onduidelijkheid. 
De voornaamste Egyptische God Chepri wordt voorgesteld als de bekende mestkever "Scarabaeus" waarvan de naam in het Egyptisch Khépere is. Ook misschien in verband te brengen met het Arabisch كافر [kāfir] wat kakkerlak betekent of cafard (Frans). Dit was een scheldwoord voor ongelovigen of mensen die een andere godsdienst hadden dan de islam zoals de Egyptenaren. Khépere kan geleid hebben tot het Middelhoogduitse këver of kevere, wat kaak betekent in het Nederlands. Deze naam werd toen wel vaker gebruikt voor ongedierte dat landbouwgewassen aantastte door eraan te knagen, en had derhalve bijvoorbeeld ook betrekking op de sprinkhanen en koolrupsen. Kevers werden in het Middelhoogduits specifieker benoemd met het woord Wibel, verwant met het Engelse weevil 'snuitkever' en het (Middel)nederlandse wevel, een term die nog steeds in sommige streken wordt gebruikt voor kevers die gewassen aantasten.
De wetenschappelijke naam Coleoptera is een samenstelling van de Oudgriekse woorden κολεος (koleos), wat een lederen zwaardschede is, en πτερον (pteron), wat vleugel betekent, en verwijst naar de leerachtig aandoende of verharde voorvleugels.

## Verspreiding en habitat

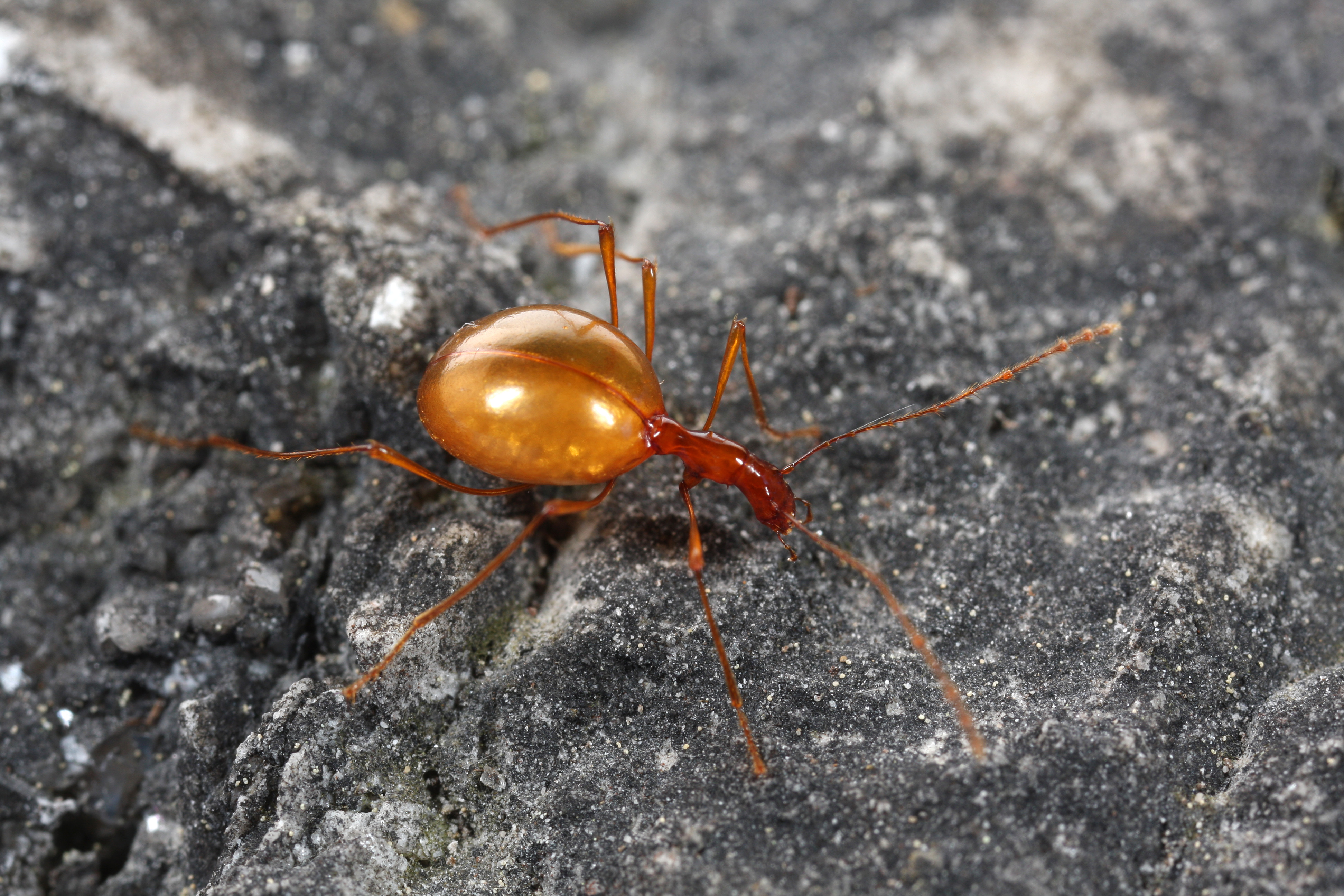
Leptodirus hochenwartii leeft in grotten en heeft geen functionele ogen.

Kevers hebben een mondiale verspreiding, ze komen overal ter wereld voor. Het zwaartepunt van het verspreidingsgebied van kevers ligt in de tropen waar een grote diversiteit te vinden is. Schattingen van het totale aantal keversoorten gaan van 850.000 tot 4.000.000. Vele soorten zijn nog niet beschreven, vooral die in afgelegen tropische gebieden. Ook in schrale, onbegroeide gebieden leven kevers. Sommige groepen van kevers zijn zelfs gespecialiseerd in het leven in dorre omstandigheden, zoals zandloopkevers en veel zwartlijven, die leven in duinen en woestijnachtige gebieden. Van de soort Leptodirus hochenwartii is bekend dat hij in grotten leeft.
Kevers zijn ook in zoet water te vinden. Sommige soorten leven als larve op het land en keren pas eenmaal volwassen terug naar het water. Een aantal groepen van kevers, zoals de geelgerande watertorren uit het geslacht Dytiscus, leven zowel als larve als volwassen kever onder water. De larven hebben geen kieuwen, maar een adembuis aan het achtereinde waardoor ze lucht kunnen ademen. Soorten die tot de spinnende watertorren (geslacht Hydrous) behoren hebben als volwassen kever een tot een soort snorkel omgebouwde antenne, zodat ze onder water kunnen blijven terwijl ze lucht ademen. Ten slotte zijn er ook groepen die als larve kieuwen hebben waarmee ze permanent onder water kunnen leven. Voorbeelden zijn de schrijvertjes (Gyrinidae), maar het betreft altijd alleen de larven. Bij kevers is geen enkele soort bekend die als adult volledig in zijn zuurstofbehoefte kan voorzien door zuurstof uit het water op te nemen.
Kevers komen niet voor in uitgesproken poolgebieden, hier is het te koud voor de larven om zich te ontwikkelen. Kevers komen nooit voor in zout water en zijn niet bekend uit zee. Er zijn wel soorten die op stranden en in getijdenpoeltjes leven, maar er is geen enkele soort bekend die zich in zee ontwikkelt of zich op enige afstand van de kust begeeft.

### België en Nederland
In veel gebieden zijn kevers goed onderzocht, bijvoorbeeld in landen als België en Nederland. De gegevens over de Belgische keversoorten zijn summier. In Nederland komen ruim 4100 verschillende soorten kevers voor. Het zwaartepunt van de Nederlandse kevers ligt in de provincie Limburg, hier komen ruim 3500 soorten kevers voor. Het vliegend hert (Lucanus cervus) is een van de bekendere soorten kevers die in Nederland wettelijk worden beschermd.
In Vlaanderen is alleen een rode lijst bekend van loopkevers. In 2011 werden 36 soorten loopkevers beschouwd als ernstig bedreigd en 31 soorten werden beschouwd als uitgestorven.

## Uiterlijke kenmerken

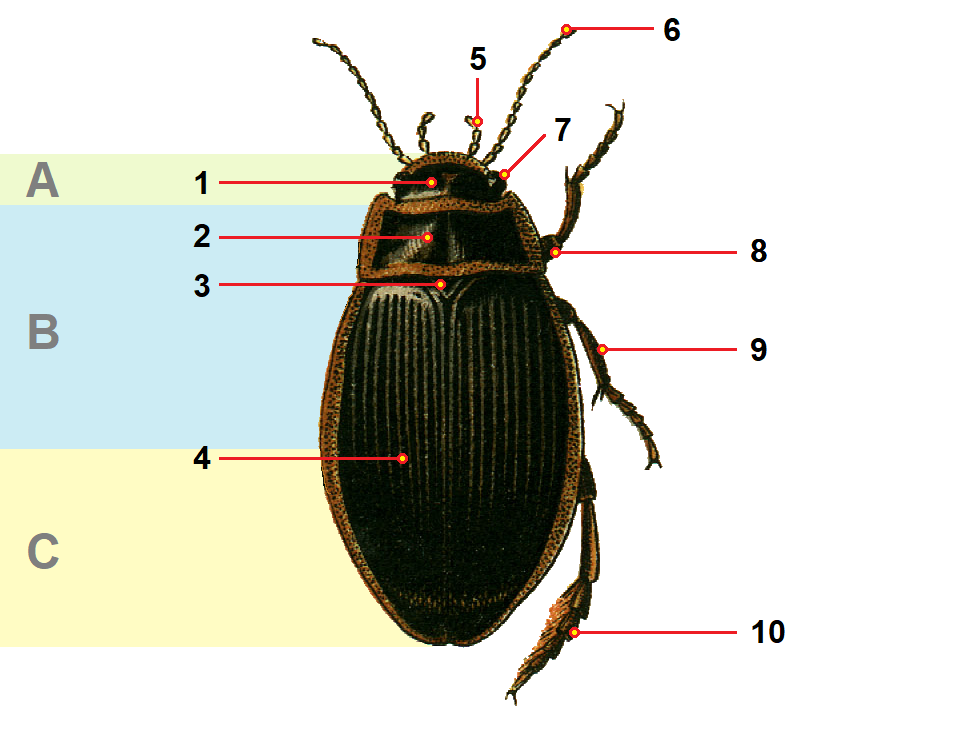
Belangrijkste lichaamsdelen van de geelgerande watertor waarbij de linkerpoten zijn weggelaten
----

Kevers hebben allemaal een verstevigd lichaam dat een pantser van chitine draagt. Bij alle soorten zijn de voorvleugels, bij kevers ook wel elytra genoemd, veranderd in verharde dekschilden. Deze voorvleugels kunnen niet meer worden gebruikt om mee te vliegen. De dekschilden dienen om de dunne, membraanachtige achtervleugels beschermen. De meeste kevers kunnen deze achtervleugels wel gebruiken om mee te vliegen. De achtervleugels zijn altijd opgevouwen en zijn veel groter dan de voorvleugels.
De meeste soorten bereiken een lichaamslengte van één tot twee centimeter. De kleinste soorten behoren tot de veervleugelkevers (Ptiliidae), deze worden 0,3 tot 4 millimeter lang. De grootste soorten kunnen langer dan 10 centimeter worden, maar dergelijke soorten zijn vaak erg zeldzaam.
Het lichaam is in drie delen verdeeld, namelijk de kop of cephalon, het borststuk of thorax en het achterlijf of abdomen. De meeste kevers zijn rond of ovaal, zoals de lieveheersbeestjes, of iets langwerpig zoals de meeltorren. Lieveheersbeestjes hebben weliswaar een bolle bovenzijde maar een platte buikzijde. Modderkevers (Hygrobiidae) zijn zowel aan de onder- als de bovenzijde zeer bol.
Sommige kevers hebben een sterk langwerpige lichaamsbouw, zoals de kortschildkevers (Staphylinidae) en de kniptorren (Elateridae). Ook de verhouding tussen de lengte van het lichaam en de andere uitsteeksels zoals de poten en vleugels kan sterk variëren. Alle insecten hebben een exoskelet dat bestaat uit een laag chitine. Deze harde stof beschermt het lichaam tegen invloeden van buitenaf. Bij alle kevers is deze huidlaag zeer dik vergeleken met andere insecten, wat het lichaam stijf maakt, maar ook goede bescherming biedt. Kevers zijn hierdoor ook relatief zwaar en zijn meestal geen snelle vliegers of lopers. Alleen de achterlijfssegmenten zijn enigszins beweeglijk, zodat het lichaam lucht kan in- en uitademen om de organen van zuurstof te voorzien. Door de flexibele huid tussen de platen kan het achterlijf van vrouwtjes flink uitdijen als ze eitjes ontwikkelen. Hierdoor kunnen kevers grote aantallen eieren afzetten.

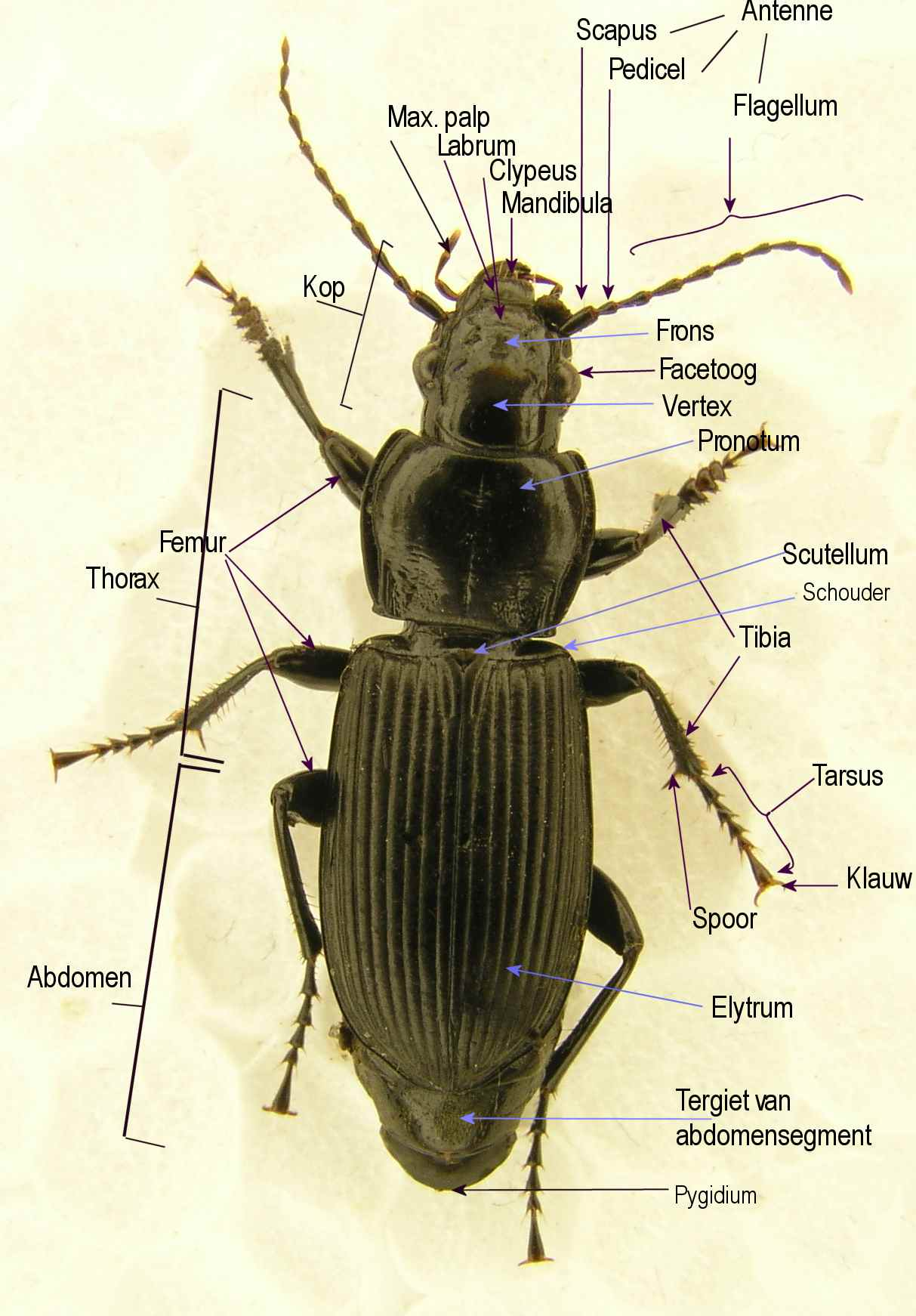
Rugaanzicht van een loopkever (Pterostichus sp.) met benamingen van een aantal zichtbare delen

Wat betreft de lichaamskleur zijn er bijna oneindig veel variaties binnen de kevers. Sommige soorten hebben zelfs het vermogen om gedurende het leven de kleur van hun lichaam te veranderen. Dit is het duidelijkst te zien bij de schildpadkevers (onderfamilie Cassininae), zoals die uit het geslacht Charidotella. Deze platte kevers leven in Latijns-Amerika, waar een volledige kleurverandering zich soms voltrekt in een tijdsbestek van minder dan twintig minuten. Een groot aantal soorten heeft een opvallende, metaalachtige glans, die soms sterk iriserend is, voorbeelden zijn veel loopkevers (familie Carabidae). Sommige soorten uit de onderfamilie Rutelinae (familie bladsprietkevers) hebben een spiegelend lichaamsoppervlak. Vaak is aan de combinatie van de lichaamsvorm en de kleuren te herleiden tot welke groep een kever behoort. Vuurkevers (Pyrochroidae) hebben bijvoorbeeld een plat en vrij breed lichaam dat bij de meeste soorten oranje tot rood van kleur is. Penseelkevers (geslacht Trichius) hebben een hommelachtige beharing met gele, zwart gevlekte dekschilden.
Veel kevers hebben een kleur die het lichaam doet wegvallen tegen de ondergrond, zoals de kniptorren die vaak een bruine kleur hebben met een grillige tekening. Andere kevers vallen goed op, zoals bladkevers die op giftige planten leven. Dergelijke soorten zijn zelf ook giftig of onsmakelijk en hebben opvallende kleuren om aan vijanden te laten zien dat ze oneetbaar zijn. Daarnaast komt mimicry voor bij kevers, dit wil zeggen dat ze soms felle kleuren hebben om af te schrikken maar zelf niet giftig zijn. Ook komen soorten voor die andere, gevaarlijke dieren imiteren. Van sommige boktorren is bekend dat ze sprekend op wespen lijken, zowel in uiterlijk als het gedrag.

### Kop

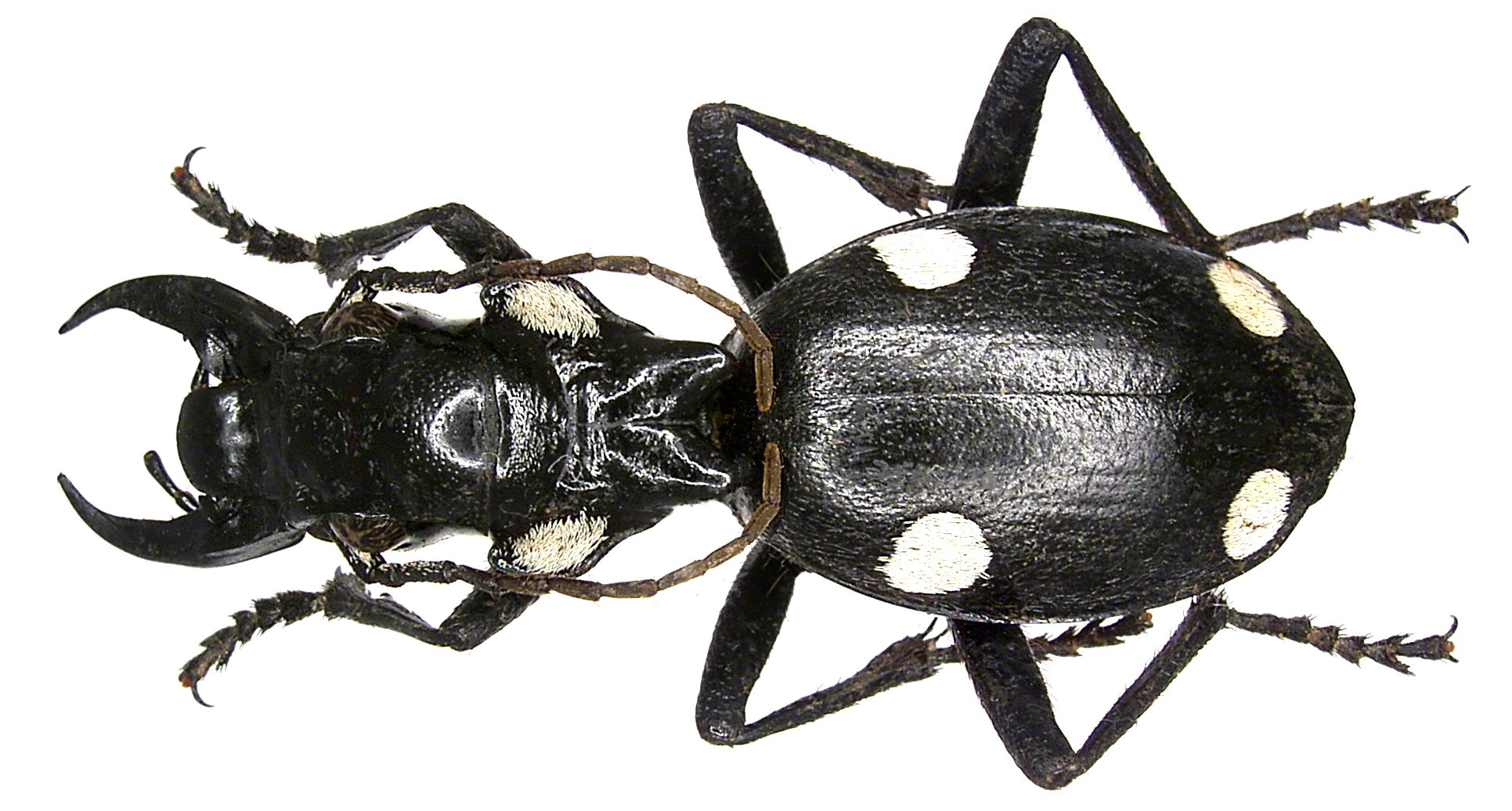
Anthia mannerheimi heeft sterk vergrote kaken om prooien te grijpen

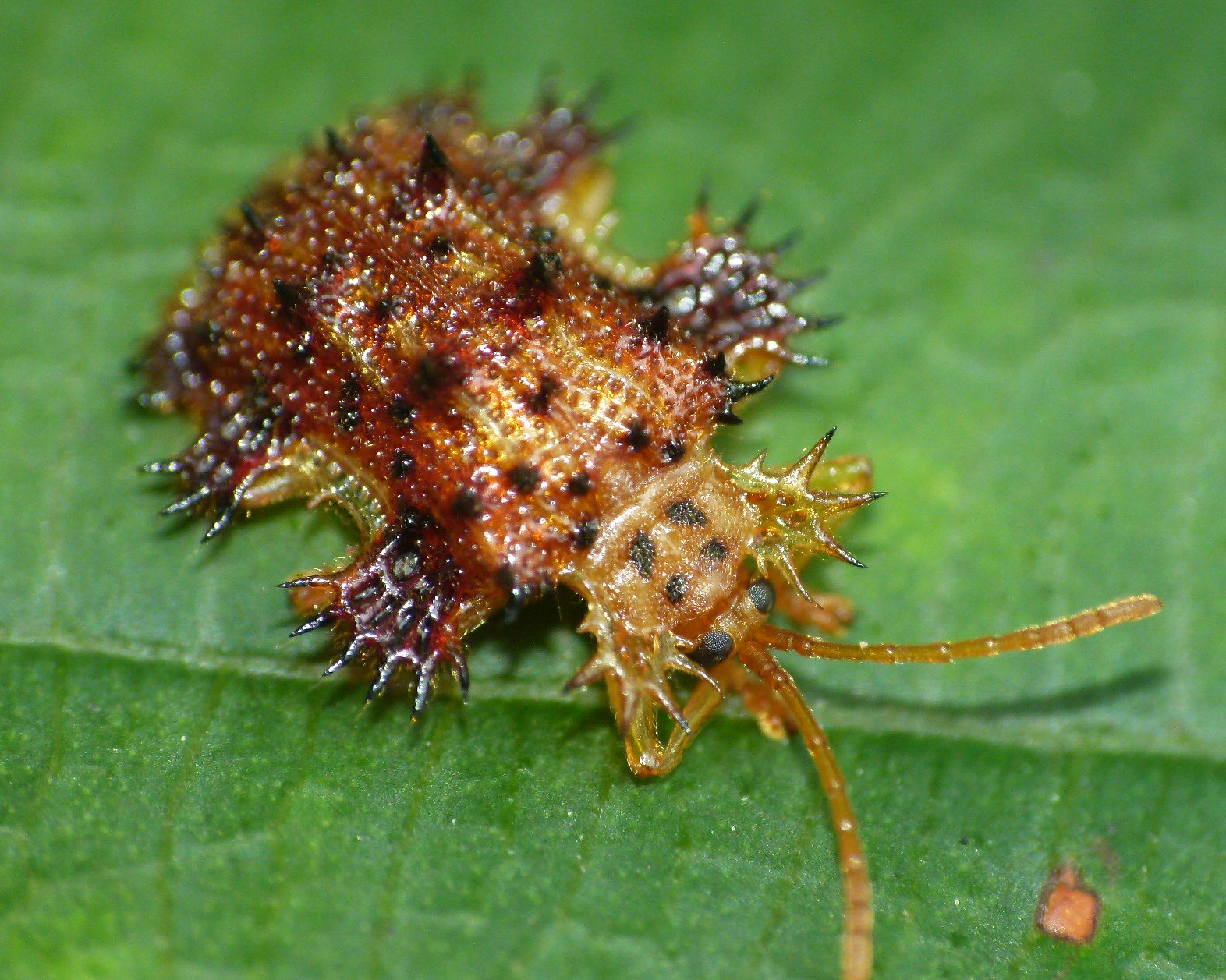
De kop van deze schildpadkever (Platypria echidna) is sterk gepantserd en voorzien van stekelkammen

De meeste zintuiglijke organen van kevers zijn gelegen aan de kop. Volwassen kevers hebben met uitzondering van enkele holbewonende soorten samengestelde ogen (facetogen) aan de voorzijde van de kop. Dergelijke ogen bestaan uit kleine individuele oogjes die de ommatidiën worden genoemd. De ogen van kevers zijn niervormig tot rond van vorm. De ogen kunnen zowel vrij plat zijn als gewelfd, in het laatste geval doen ze kraalachtig aan. Een bijzonderheid kennen kevers die tot de schrijvertjes behoren; dit zijn de enige insecten die zowel aan de bovenzijde als de onderzijde van de kop ogen dragen. Deze kevers leven op het water en kunnen hierdoor gelijktijdig boven- als onder water kijken. Kevers hebben nooit ocelli, dit zijn een groepje van meestal drie individuele oogjes aan de bovenzijde van de kop. Bij veel andere groepen van insecten zoals de netvleugeligen en de tweevleugeligen komen ocelli juist vaak voor. De ogen van kevers spelen een belangrijke zintuiglijke rol op de korte afstand, maar op de lange afstand zien de ogen slecht. Bij het zoeken naar voedsel of een partner worden de antennes of voelsprieten gebruikt. De antennes van kevers zijn bedekt met vele zintuiglijke cellen die geurdeeltjes opvangen en analyseren. De antennes zijn bij sommige soorten zeer gevoelig en kunnen de geur van voedsel of soortgenoten op kilometers afstand waarnemen. De antennes worden door de vrouwtjes gebruikt om geschikte voedselbronnen voor de eitjes op te sporen.
De antennes van kevers kunnen zeer verschillende vormen en maten hebben. Er zijn soorten die lange, draadvormige antennes hebben (boktorren), of juist korte antennes (lieveheersbeestjes). Ook zijn er groepen die een verdikking aan het uiteinde van de antennes hebben, zoals de aaskevers. Ook vormen waarbij de antenne in een duidelijke knots eindigt komen voor, zoals de schorskevers (onderfamilie Scolytinae van de snuitkevers). Veel bladsprietkevers hebben een antenne-uiteinde dat bestaat uit een waaier. Een bekend voorbeeld hiervan is de meikever (Melolontha melolontha). Door lamellen aan het uiteinde van de antenne wordt het oppervlak van de zintuiglijke cellen sterk vergroot en dit maakt de antennes gevoeliger. Ook komen antennes voor die sterk gezaagd of geveerd zijn, voorbeelden zijn de vuurkevers en enkele boktorren zoals de lederboktor (Prionus coriarius). Vrijwel alle kevers hebben antennes die uit één deel bestaan, maar een aantal kevers heeft antennes die geknikt zijn en een scharnierpunt bevatten. Voorbeelden zijn veel snuitkevers en verwanten.
De bovenste kaken van kevers worden de mandibels genoemd. Alle kevers, inclusief de larven, hebben mandibels of in ieder geval (gedegenereerde) restanten daarvan. Bij de plantenetende soorten zijn de kaken omgevormd tot efficiënte werktuigen die grote hoeveelheden plantaardig materiaal kunnen afknippen of -bijten, die vervolgens tot een papje worden vermalen.
De kaken van een aantal rovende kevers zijn sterk vergroot, wat vaak dient om prooien te grijpen en vast te houden. Voorbeelden zijn de Afrikaanse roofkevers uit het geslacht Anthia en de zandloopkevers uit het geslacht Cicindela. Ook zijn er soorten bekend met sterk vergrote en vertakte kaken die doen denken aan een hertengewei of andere afwijkend gevormde uitsteeksels. Een goed voorbeeld hiervan is het vliegend hert maar ook de mannetjes van veel mestkevers hebben dergelijke hoorns. Bij deze groepen echter worden de uitsteeksels niet gebruikt om prooien te grijpen en vijanden te bijten, maar dienen om indruk te maken op het vrouwelijk geslacht. Dergelijke uitsteeksels zijn voor andere dieren geheel ongevaarlijk. Aan weerszijden van de kaken zijn de maxillaire palpen gelegen, deze dienen om het voedsel te proeven en om het in de kaken te manoeuvreren. Onder de kaken zijn de labiale palpen gelegen, dit zijn altijd twee paar tasters aan iedere zijde.
Kevers hebben nooit stiletten, dit zijn prikkende, naaldachtige monddelen die in een plant of prooidier worden gestoken en dienen om (lichaams)sappen op te zuigen. Dit is een belangrijk verschil met de wantsen, een orde van insecten waarvan veel vertegenwoordigers sterk op kevers lijken.

### Borststuk

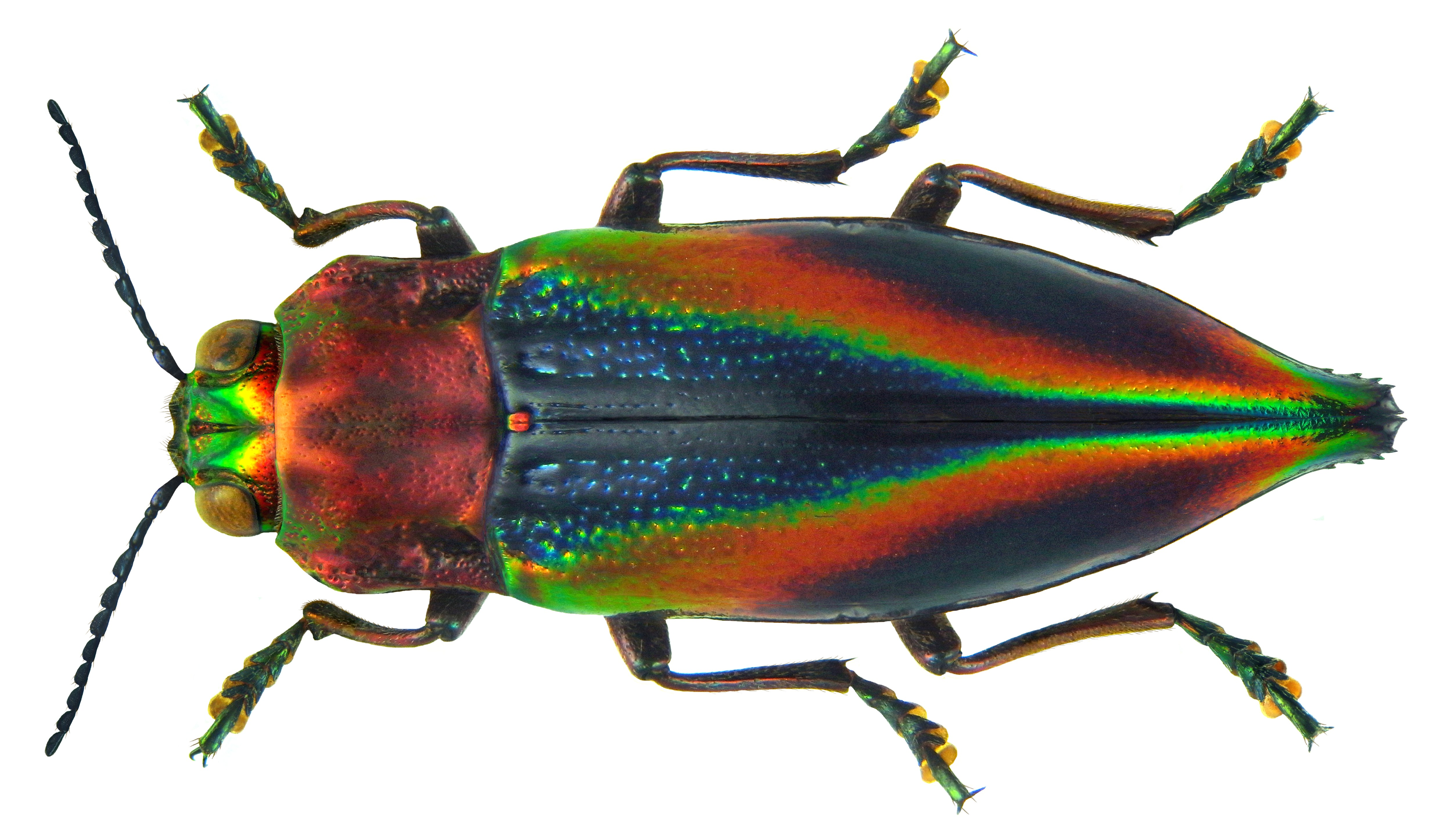
Het borststuk draagt de poten en vleugels; afgebeeld is Cyphogastra javanica, een prachtkever uit tropische delen van Azië

Het borststuk is bij veel kevers het opvallendste deel, het draagt alle poten en vleugels. Het borststuk bestaat uit drie segmenten, het voorste segment wordt de prothorax genoemd en draagt het voorste potenpaar. Het middelste deel is de mesothorax en draagt het middelste potenpaar en de dekschilden. Het achterste deel is de metathorax en dit deel draagt de achterpoten en het vleugelpaar. Het borststuk is bij kevers vaak bol, dit komt doordat veel soorten goed kunnen vliegen en grote vliegspieren bezitten.
Aan de bovenzijde is het borststuk bij kevers moeilijker te herkennen maar aan de onderkant kun je het duidelijk zien. Het borststuk valt namelijk niet samen met de schijnbare indeling aan de bovenzijde. De kever draagt aan de bovenzijde een kop, daarachter het halsschild en ten slotte de dekvleugels. Meestal is een klein driehoekje te zien aan de kopzijde van de dekschilden, op hun onderlinge grens. Deze kleine plaat wordt het scutellum of schildje genoemd. Bij veel kevers is het niet goed zichtbaar maar wel aanwezig. Deze delen aan de bovenzijde corresponderen niet met de kop, het borststuk en het achterlijf. Onder het halsschild is het eerste deel van het borststuk gelegen, en het achterste deel van het borststuk is onder de vleugels gelegen, evenals het gehele achterlijf. Bij een aantal groepen is het achterlijf en een deel van het borststuk geëxposeerd doordat de vleugels kort zijn, een voorbeeld zijn de kortschildkevers. Bij andere groepen is het achterlijf zo dik dat de dekschilden er als een soort slipjas bovenop liggen aan de voorzijde, zoals het geval is bij soorten uit de familie oliekevers (Meloidae).

#### Vleugels

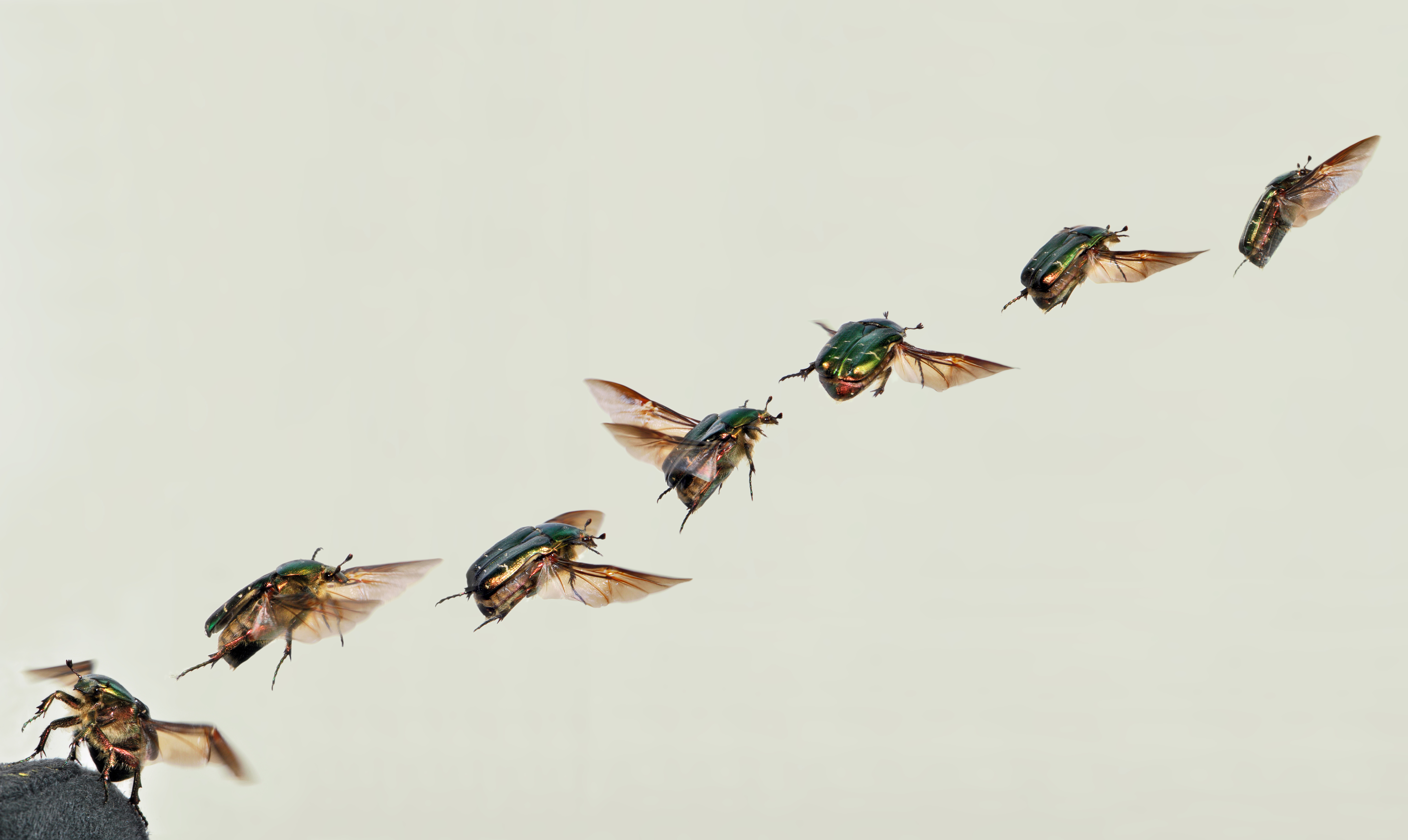
De gouden tor (Cetonia aurata) vliegt weg; deze kever kan vliegen met gesloten dekschilden

Doordat de dekschilden het lichaam en de achtervleugel als een soort kap bedekken zijn ze zelf niet meer geschikt om mee te vliegen. Hierdoor zijn kevers veel minder behendig in vlucht dan andere insecten zoals vliesvleugeligen en libellen. Deze laatste groepen van insecten kunnen zowel de voor- als achtervleugels gebruiken om te vliegen. De tweevleugeligen hebben slechts een enkel paar vleugels maar geen belemmerende dekschilden waardoor veel soorten veel sneller zijn bij het vliegen dan kevers.
Ook zijn er kevers die niet kunnen vliegen, maar deze bezitten vaak nog wel vleugels. Slechts een klein aantal soorten kevers heeft helemaal geen functionerende vleugels meer. Van enkele soorten zijn de vrouwtjes ongevleugeld. Dit is bijvoorbeeld het geval bij de vrouwtjes van de glimwormen.
Hoewel de voorvleugels door de verdikking en verharding niet meer voor actief vliegen gebruikt kunnen worden, kunnen de meeste kevers nog wel vliegen. Hierbij worden de dekschilden zijwaarts en schuin omhoog gestrekt, zodat ze niet in de weg zitten. De gouden torren (geslacht Cetionia) hebben echter een uitsparing aan de zijkant, waardoor de dekschilden op hun plaats blijven bij het uitklappen van de achtervleugels. Hierdoor zijn de dekschilden alleen bij het opstijgen kort uitgeklapt. Dit veroorzaakt waarschijnlijk een aerodynamischer model, waardoor ze langer en sneller kunnen vliegen dan de meeste andere kevers.
Aangezien de kwetsbare achtervleugels bij alle kevers langer zijn dan de solide voorvleugels, moeten deze na het vliegen op een speciale manier worden opgevouwen om ze te beschermen met de dekschilden. Hiervoor is een stelsel van zogenaamde vleugeladergewrichten aanwezig.
De vleugels worden niet direct door spieren aangedreven, maar door beurtelingse samentrekking van spieren in de thorax die leiden tot een opwaartse en neerwaartse beweging van de rugdelen. Deze beweging heeft door het gewricht waaraan de achtervleugels zijn bevestigd een effect. Wanneer de rugdelen zich opwaarts bewegen, gaan de vleugels omlaag, en omgekeerd.
Door de verharde voorvleugels zijn kevers relatief trage vliegers vergeleken met de andere vliegende insecten als vlinders en bijen. Dit wordt veroorzaakt door een trage vleugelslag en een relatief hoog gewicht. De meikever bijvoorbeeld vliegt met een snelheid tot 8 kilometer per uur, terwijl sommige pijlstaartvlinders een snelheid tot meer dan 50 kilometer per uur kunnen vliegen. Ook het aantal vleugelslagen per seconde verschilt tussen de kevers en andere vliegende insecten. De meikever slaat de vleugels zo'n 45 tot 50 maal per seconde, terwijl steekmuggen meer dan 300 vleugelvlagen per seconde maken.
Een aantal kevers kan helemaal niet meer vliegen; zelfs als de vleugels nog wel zijn aangelegd zijn, zijn de vliegspieren niet altijd ontwikkeld. Bij sommige kevers zijn de rugschilden zelfs langs de middennaad aan elkaar vast gegroeid. Dit komt voor bij een aantal loopkevers (Carabidae). Bij de rozenkevers (onderfamilie Cetoninae, familie bladsprietkevers) zijn de voorvleugels met elkaar versmolten, maar de achtervleugels kunnen nog wel onder de dekschilden vandaan worden getrokken. Hierdoor kan de kever met gesloten dekschilden toch vliegen. Bij de veervleugelkevers (Ptiliidae) zijn de achtervleugels sterk versmald, maar aan de achterzijde is een geveerde structuur aanwezig waardoor de kevers toch kunnen vliegen.

#### Poten

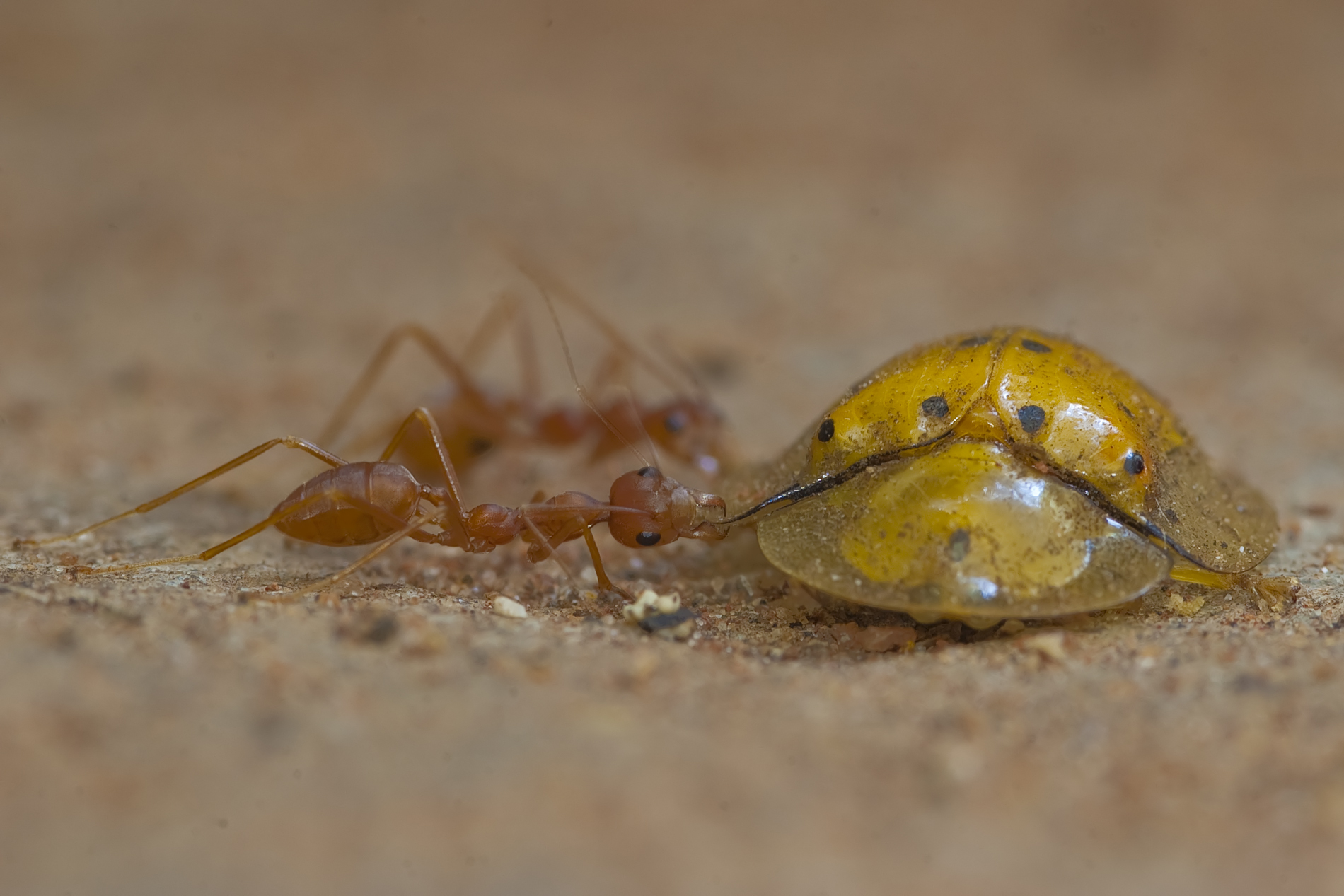
Deze schildpadkever wordt aangevallen door mieren

De poten van kevers zijn voorzien van stevige haakjes aan de uiteinden die de tarsen worden genoemd. Veel kevers hebben relatief grote en krachtige poten om zich vast te houden aan de ondergrond. Kevers die op planten leven hebben vaak te duchten van mieren, zoals de schildpadtorren (geslacht Cassida) en de lieveheersbeestjes (familie Coccinellidae). Deze kunnen zich dankzij de sterke poten muurvast op een blad hechten waarbij het gehele lichaam beschermd wordt door de dekschilden en het halsschild. Een ander bekend voorbeeld zijn de mestkevers, die met hun krachtige poten balletjes mest begraven in de bodem waarop de larven zich ontwikkelen.
De poten van kevers zijn voorzien van kleine stekeltjes, de sporen, deze spelen vaak een rol bij de paring. Het mannetje kan zich hierdoor beter vastklemmen aan een vrouwtje tijdens de paring.
De poten van de verschillende kevers zijn aangepast op de levenswijze. Loopkevers hebben lange, steltvormige poten om sneller mee te lopen. De poten zijn vaak erg dun en dragen grote haakjes aan de uiteinden van de tarsen voor een goede grip. Bij gravende kevers zijn met name de voorpoten verbreed, hierdoor wordt het pootoppervlak vergroot zodat meer grond verzet kan worden. De poten van dergelijke soorten lijken enigszins op een schop. Onder andere de aaskevers en mestkevers hebben dergelijke poten, waarmee zij mest en dode dieren begraven onder de grond. Deze poten dragen kleine haakjes aan de uiteinden. Zwemmende kevers hebben eveneens verbrede poten, deze zijn echter langer dan de gravende soorten en doen meer denken aan een roeispaan. De haartjes op de poten zijn vaak talrijk en staan als een waaier uiteen zodat het pootoppervlak verder wordt vergroot om efficiënter te kunnen zwemmen. Een voorbeeld zijn de spinnende watertorren (geslacht Dytiscus). Bij sommige waterkevers hebben mannetjes zuignapjes onder hun tarsen zodat ze zich onder water beter aan een vrouwtje kunnen hechten.
Sommige kevers kunnen springen. Dit zijn echter altijd vrij kleine soorten. Dergelijke kevers hebben een sterk vergrote dij waarin het springmechanisme zit. Een voorbeeld zijn de soorten uit het geslacht Psylliodes.

### Achterlijf
Kevers hebben een net als alle insecten een achterlijf of abdomen dat uit verschillende segmenten bestaat. Het achterlijf bevat de belangrijkste organen, zoals het ademhalingsapparaat, het spijsverteringskanaal en de geslachtsorganen. Bij kevers zijn deze organen niet veel anders in vergelijking met die van andere insecten, zie ook onder het kopje inwendige anatomie.
Het achterlijf bestaat bij kevers meestal uit acht of negen segmenten. Aan de onderzijde van het lichaam wordt ieder segment beschermd door een buikplaat of sterniet en aan de bovenzijde is ieder segment voorzien van een rugplaat of tergiet. De verschillende platen worden bijeen gehouden door een flexibele huid, zodat er enige speling wordt toegelaten. Door deze uitrekbare huid kan het achterlijf zich in volume variëren, in tegenstelling tot het borststuk en de kop die zwaar bepantserd zijn. Het kunnen uitzetten van het achterlijf speelt een rol bij de ademhaling, waarbij zuurstof in en uit het lichaam wordt gepompt. Daarnaast wordt de mogelijkheid tot het kunnen uitzetten van het achterlijf door veel kevers gebruikt om grote hoeveelheden eitjes af te zetten.
De larven van kevers hebben vaak meer lichaamssegmenten, waarvan er vaak enkele fuseren tijdens de metamorfose.
De laatste achterlijfssegmenten dragen zowel de uitscheidingsorganen als de voortplantingsorganen. De voortplantingsorganen van kevers verschillen per soort. De paringsorganen van de mannetjes zijn altijd voorzien van een chitinelaag. De mannetjes hebben vaak een complexe bouw van het geslachtsorgaan, met diverse stekeltjes en andere uitsteeksels. De geslachtsorganen zijn te beschouwen als een soort 'sleutel', die precies in de genitaalopening van een vrouwtje van dezelfde soort passen. Paren met een exemplaar van een andere soort is hierdoor vrijwel onmogelijk. Als gevolg hiervan zijn de geslachtsorganen per keversoort verschillend. Veel verwante keversoorten lijken zo sterk op elkaar dat ze alleen op basis van de kenmerken van de geslachtsorganen zijn te determineren. Aan de achterlijfspunt zijn bij kevers geen lange uitsteeksels zichtbaar. Bij andere insecten draagt het achterlijf vaak zogenaamde cerci, die zowel puntig, draadvormig als tangachtig kunnen zijn. Bij kevers komen dergelijke lange uitsteeksels echter nooit voor.

### Onderscheid met andere insecten
Kevers zijn op het eerste gezicht met verschillende andere groepen van insecten te verwarren. Door naar de details te kijken zijn kevers vaak goed te onderscheiden, slechts van een aantal andere insecten zijn kevers moeilijk te onderscheiden.
Kevers worden vaak verward met wantsen (onderorde Heteroptera). Dit is een grote groep van insecten die vaak een ronde lichaamsvorm hebben en waarvan de achtervleugels, net als kevers, versterkt zijn. Bij de wantsen is echter slechts een deel van de vleugels versterkt en is het uiteinde altijd vliezig. Het belangrijkste verschil is dat de bovenste voorvleugels elkaar kruisen bij de wantsen, terwijl de vleugels bij kevers naast elkaar gelegen zijn. Hieraan zijn kevers ook te onderscheiden van de kakkerlakken (Blattodea). Kakkerlakken zijn daarnaast te onderscheiden aan hun zeer lange, sprieterige en beweeglijke antennes en de snelle manier van voortbewegen.
Bij de grote groep van de kortschildkevers (Staphylinidae) zijn de elytra sterk gereduceerd waardoor ze wel iets van een oorworm weg hebben. Kortschildkevers missen echter de tangachtige cerci aan het achterlijf die oorwormen wel hebben. Een aantal groepen kevers heeft een dergelijk bizarre lichaamsbouw dat ze in het geheel niet op een kever lijken. Een voorbeeld zijn de soorten uit het geslacht Mormolyce, waartoe onder andere de vioolkever (Mormolyce phyllodes) behoort. Deze kevers hebben vergroeiing aan de dekschilden die bij andere kevers ontbreken.

## Inwendige anatomie

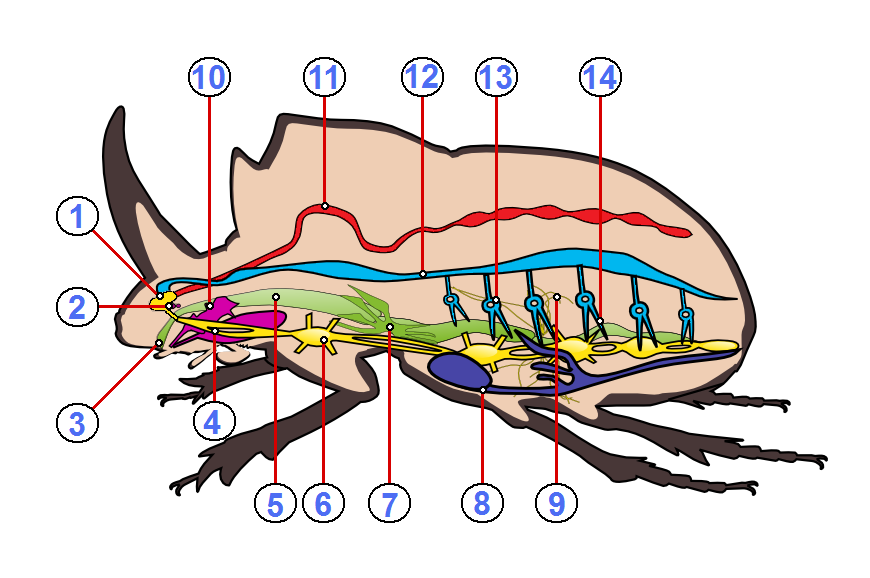
Belangrijkste inwendige organen van een kever; afgebeeld is de neushoornkever
----

Kevers hebben net zomin als andere insecten longen, geen echt bloed en eveneens geen centraal hart. De zuurstof uit de atmosfeer wordt middels kleine buisjes direct naar de organen getransporteerd, dergelijke kanaaltjes worden de tracheeën genoemd. De tracheeën beginnen als kleine ovale openingen tussen de achterlijfssegmenten en de buisjes vertakken zich in het lichaam tot zeer fijne kanaaltjes. De lucht wordt in- en uit het stelsel gebracht door spiersamentrekkingen. Dit is bij veel soorten te zien doordat het achterlijf wordt afgeplat en weer opgepompt. Op de afbeelding rechts is een schematische doorsnede van een kever weergegeven, met de belangrijkste organen.
Kevers hebben in plaats van bloed een waterige vloeistof die door het lichaam wordt gevoerd, maar deze vloeistofstroom is niet gekanaliseerd. De vloeistof loopt vrij door de lichaamsholtes en wordt rondgepompt door een buisvormige spier die iets weg heeft van een primitief hart. Het hart is in de bovenzijde van het achterlijf gelegen en heeft verschillende openingen. Het bloed bevat geen zuurstof maar is slechts een medium voor het verplaatsen van voedingsstoffen en het afvoeren van afvalstoffen. Het bloed van kevers kan groen, rood, geel of kleurloos zijn.
Het zenuwstelsel is vergelijkbaar met dat van andere insecten en bestaat uit een centrale streng door het gehele lichaam met verschillende knooppunten of ganglia. Deze zenuwknopen bevinden zich in ieder achterlijfssegment en in de kop en in het borststuk. Oorspronkelijk had het borststuk drie segmenten met iedere en eigen zenuwknoop, net als de achterlijfssegmenten. Net als de andere delen van het borststuk zijn ook de zenuwknopen gefuseerd. Het borststukganglion is groter dan alle andere ganglia in het lichaam.
Een aantal soorten kevers heeft afwijkende structuren, zoals de glimwormen, die ondanks de naam tot de kevers behoren. Deze hebben lichtgevende orgaantjes die dienen om soortgenoten van het andere geslacht te lokken. De bombardeerkevers danken hun naam aan een soort explosiekamer in het achterlijf, zie ook onder verdediging.
Kevers hebben vaak klieren die uiteenlopende functies hebben. De bladkevers hebben vaak klieren waaruit ze een smerige stof laten lopen bij verstoring. Kevers uit het geslacht Stenus gebruiken de klieren aan de achterzijde van het lichaam om op het water te zwemmen. Deze kevers leven bij het water en als ze erin vallen proberen ze terug naar de oever te geraken. Door een waterafstotende stof af te scheiden worden ze door het afstotende effect naar voren geduwd.

## Voedsel en jacht

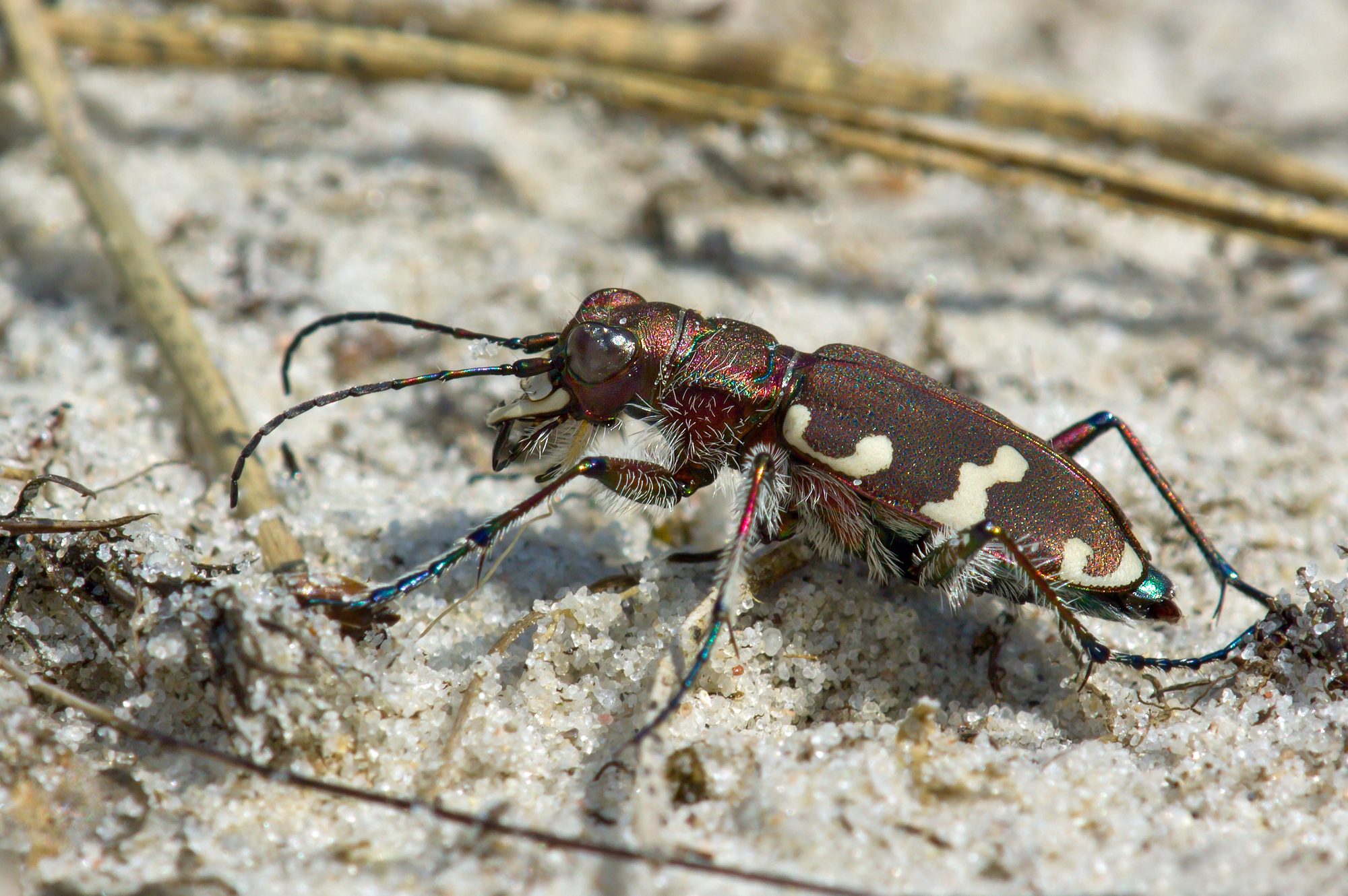
Zandloopkevers zijn felle jagers; afgebeeld is de basterdzandloopkever(Cicindela hybrida)

Onder de kevers bevinden zich zowel vlees- als planteneters, waarbij de laatste groep veruit het grootst is in aantal. De vleeseters zijn meestal de snellere soorten, plantenetende kevers zijn over het algemeen veel trager. Veel vegetarische soorten eten van giftige planten en kunnen soms ook het plantengif opslaan. Vijanden herkennen dit aan de walgelijke smaak, zoals die van veel bladkevers. Sommige kevers zijn zelfs zeer giftig en kunnen leiden tot de dood van een dier dat een dergelijke kever opeet. Ook het gif van dergelijke kevers wordt soms weer door andere dieren gebruikt, een voorbeeld zijn de pijlgifkikkers. Door dergelijke kevers en andere giftige insecten te eten worden de pijlgifkikkers zelf ook giftig.

### Herbivoren
De plantenetende kevers kunnen een darmenstelsel hebben dat ruim tienmaal zo lang is als hun eigen lengte. Ze zijn afhankelijk van micro-organismen om de cellulose van de celwanden te verteren. Deze culturen zijn ondergebracht in speciale organen of in plooien van de darmwand. De micro-organismen kunnen van velerlei aard zijn.
Bij de herbivoren geldt dat de soorten zich lang niet allemaal op dezelfde soort voedsel richten. Zo zijn er soorten die graag stuifmeel of nectar lusten, en andere soorten boren zich liever door hout heen. Dit doen ze vaak ook van plantendelen die de mens gebruikt, bijvoorbeeld als voedsel of bouwmateriaal, zodat mens en kever elkaar soms beconcurreren. Zulke kevers worden dan als schadelijk gekenmerkt, zoals het aspergehaantje. Ook kevers die de planten aantasten in een stadium voor ze voor de mens bruikbaar zijn, en ze zo onbruikbaar maken, krijgen dikwijls het predicaat 'schadelijk'. Zie ook onder het kopje schadelijke kevers.
Kevers die van planten leven hebben zich vrijwel altijd gespecialiseerd in een bepaalde plant en vaak ook een bepaald deel van de plant. Sommige kevers graven gangen in bladeren door van het bladmoes te eten, de hazelnootboorder is een snuitkever die zich ontwikkelt in de vruchten van de hazelaar.

### Houteters
Kevers die leven van hout, zoals de boktorren, zijn nog sterker afhankelijk zijn van een vorm van symbiose. Veel houtetende kevers moeten grote hoeveelheden hout eten om aan voldoende voedsel te komen.
Het zijn altijd de larven die hout eten. De volwassen kevers die uit het hout kruipen leven meestal van nectar en stuifmeel en leven slechts kort om zich voort te planten. Dergelijke soorten zijn altijd gespecialiseerd in een bepaalde staat van het hout. Sommige kevers leven alleen van zieke bomen die op sterven na dood zijn, anderen van 'verse' dode bomen en weer anderen van bomen die al enkele jaren dood zijn. Ook de vochtigheidsgraad van een dode boom en zelfs de aantastingsgraad van micro-organismen kan een voorwaarde zijn voor de larve om zich te kunnen ontwikkelen. Voorbeelden zijn de larven van het vliegend hert (Lucanus cervus), die alleen hout eten dat is aangetast door zogenaamde witrotschimmels zoals eikenrot. De vrouwtjes van dergelijke kevers zijn in staat om hout dat geïnfecteerd is van een bepaalde schimmel op te sporen en alleen daarin worden de eieren afgezet. Een aantal soorten boktorren beschikt zelf over efficiënte organen om cellulose af te breken tot voedingsstoffen. Zij verdragen hierdoor een breder spectrum aan houtvariaties.

### Carnivoren

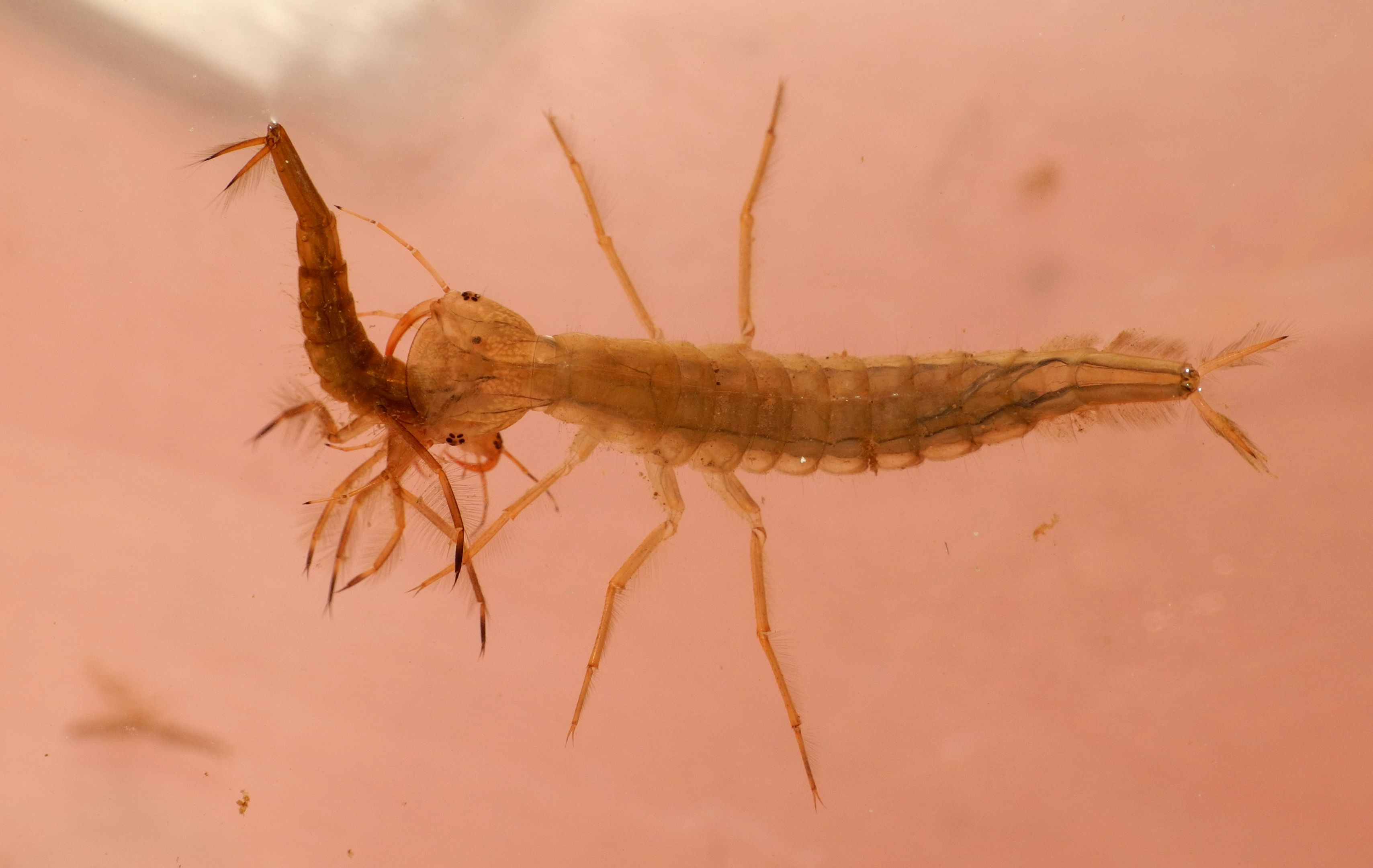
Keverlarven van rovende soorten zijn vaak kannibalistisch, deze larve van een geelgerande watertor eet een kleinere soortgenoot

De jagende vleesetende kevers, de roofkevers, bijten hun prooi, en sommigen bedekken de wond die hierbij ontstaat direct (gedeeltelijk) met middendarmsap, een scherpe vloeistof die eiwit- en vetverterende enzymen bevat. Hierdoor wordt het voedsel voorverteerd, en kan de kever het later in vloeibare vorm opnemen in de spijsvertering. Deze methode wordt ook door in het water levende roofkevers toegepast, maar op een enigszins aangepaste wijze. Deze injecteren namelijk het sap direct in de wond van de prooi, omdat wanneer het erop zou worden gespoten, dit direct zou oplossen. Daarna zuigen ze het voorverteerde voedsel op door middel van een buisje naar de binnenkant van de voorkaak. Deze methode wordt overigens niet alleen door kevers die in het water leven toegepast, maar ook door kevers die slakken als prooi hebben. Dit omdat ze anders last zouden hebben van het slijmvocht dat slakken als afweermiddel toepassen.
Vleesetende kevers hebben een korter darmstelsel dan plantenetende ordegenoten, omdat zij minder moeite hebben met de vertering van het voedsel. Planten hebben immers moeilijk verteerbare celwanden, dieren niet. Mestkevers hebben hier wat op gevonden; ze laten runderen de planten voorverteren en leven van de mest.
De meeste rovende kevers eten kleine prooien, zoals lieveheersbeestjes die van bladluizen leven. De larven van loopkevers zijn echter agressief en vallen zelfs kikkers aan.

### Aaseters
Lang niet alle vleesetende kevers zijn strikte jagers, veel soorten zijn ook aaseters. Veel roofkevers leven als ze de kans krijgen ook wel van dode dieren. Kevers die alleen maar aas eten hebben vaak een specialisatie binnen het brede scala aan mogelijkheden. Zo wil de ene soort het liefst een vers kadaver als maaltijd, terwijl een andere soort oude verdroogde resten prefereert. Daarnaast zijn er ook kevers die liever beenderen, talg en huidschilfers eten. Een aantal kevers leeft als larve en als volwassen kever van de huiden van dieren, zoals de museumkever (Anthrenus museorum). Door deze variatie vullen kevers elkaar goed aan, en vormen zij de opruimploeg van de natuur van dode dierlijke resten.
Van de typische aaskevers, zoals de doodgravers (geslacht Nicrophorus) is bekend dat ze voornamelijk leven van dode dieren die ze in de grond begraven, waarna ze eieren op het kadaver afzetten. De larven die uit de eieren kruipen doen zich vervolgens tegoed aan het vlees van het begraven lijk. De soort Anthrenus fuscus, die tot de spektorren behoort (familie Dermestidae), leeft vooral van dode insecten en zet hier ook de eieren op af.
Aaseters hebben vaak gecompliceerde antennes. Deze kevers moeten geurdeeltjes van dode dieren opsporen om zich voort te planten, terwijl deze 'prooien' betrekkelijk zeldzaam zijn.

### Andere groepen
Sommige kevers eten uitsluitend paddenstoelen, het zijn vaak zowel de volwassen kevers als de larven die van het vruchtvlees eten. Een dergelijk dieet is bekend van veel soorten kortschildkevers (familie Staphylinidae).
Sommige kevers nemen als ze uit hun pop gekropen zijn helemaal geen voedsel meer op. Dit zijn vaak de grotere soorten, een voorbeeld is de tropische soort Titanus giganteus. Dergelijke soorten hebben al hun reserves als larve bij elkaar gegeten en nemen hooguit vocht op om niet uit te drogen. Ook van mannetjes van het vliegend hert is bekend dat ze alleen vloeistoffen oplikken. De kaken van de mannetjes zijn veel te groot om te eten, maar de vrouwtjes hebben kleinere kaken en zijn wel in staat om voedsel te vermalen.
Er zijn zeer weinig materialen van biologische oorsprong te bedenken die niet door de een of andere keversoort worden gegeten. Er zijn echter geen kevers bekend die bloed zuigen bij gewervelde dieren. Van veel andere insectengroepen is dit gedrag wel bekend, zoals de vlooien, tweevleugeligen, sommige wantsen en de bijtende luizen.

## Voortplanting en ontwikkeling

Paring van onbekende netschildkevers (Lycidae)

Kevers behoren tot de Endopterygota (of Holometabola), dit zijn de insecten die een wormachtig juveniel stadium hebben en verpoppen, waarna ze in één keer transformeren tot een volwassen insect. Bij een andere groep van insecten, de Exopterygota (of Hemimetabola), lijkt het juveniel al op de ouderdieren, maar wordt middels vervellingen steeds groter. Bij beide groepen is het zo dat alleen het volwassen insect vleugels heeft en vanaf dat moment niet meer vervelt.
Kevers zijn altijd eierleggend, de verschillende manieren waarop kevers zich voortplanten lopen sterk uiteen. Bij de meeste soorten lokken de vrouwtjes de mannetjes door middel van feromonen. Dit zijn geurstoffen die erg ver dragen en worden opgepikt door de mannetjes. Dit is de reden dat de antennes van mannetjes vaak groter of langer zijn dan die van de vrouwtjes. De vrouwtjes zitten meestal stil terwijl de mannetjes zwerven. Bij veel keversoorten kunnen mannetjes ook beter vliegen in vergelijking met vrouwtjes. Bij de glimwormen worden lichtsignalen afgegeven door de vrouwtjes. Bij deze groep van kevers zijn de vrouwtjes soms volkomen vleugelloos en hebben die een larveachtig uiterlijk.
Tijdens de paring zitten kevers vaak op elkaar waarbij de achterlijfspunten aan elkaar verbonden zijn. Het mannetje zit altijd bovenop. Bij veel kevers is het verschil tussen mannetjes en vrouwtjes ook te zien aan hun lichaamsgrootte; vrouwtjes zijn vrijwel altijd groter dan mannetjes. Vrouwtjes hebben een groter lichaam nodig omdat ze eitjes produceren.

### Ei

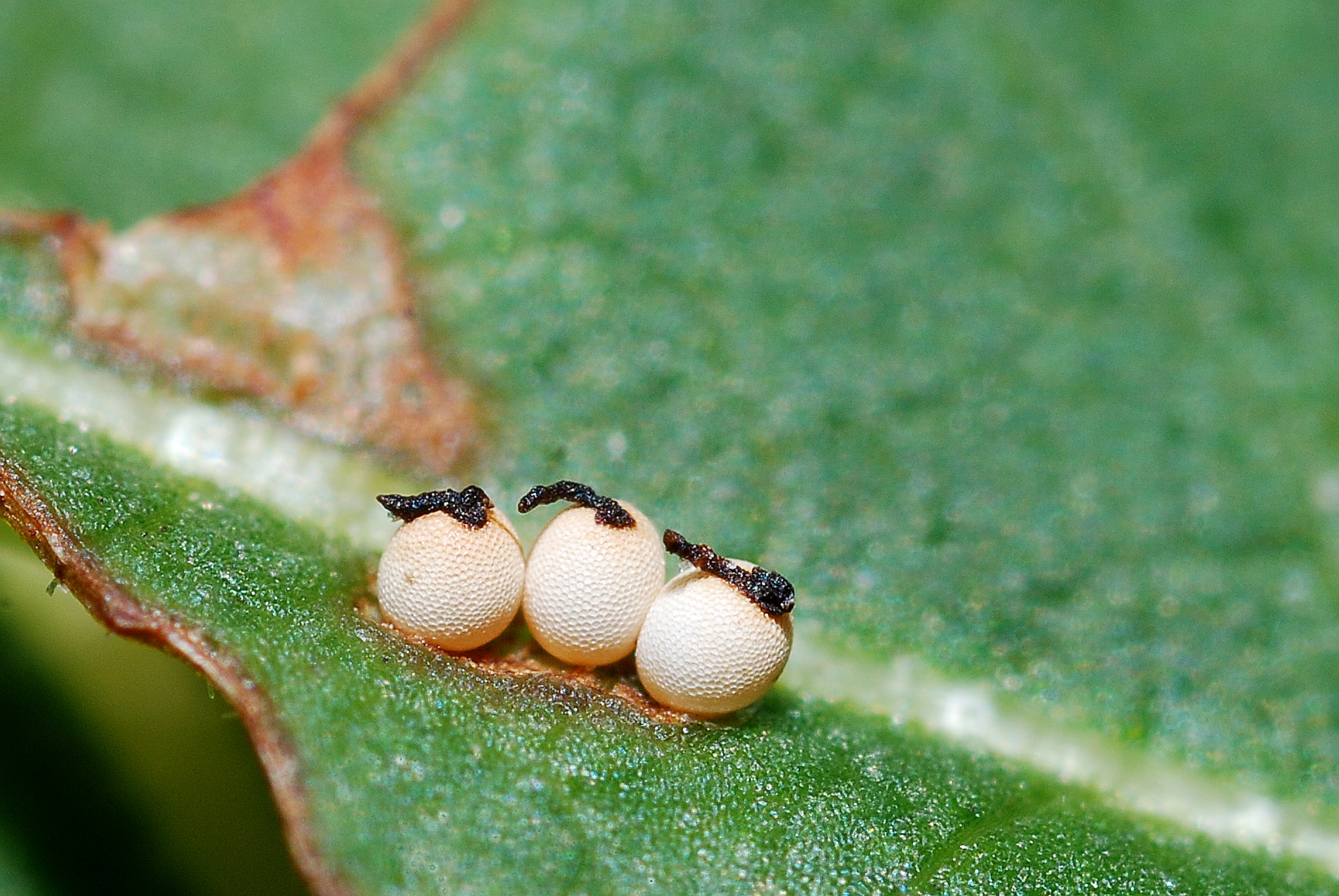
Eieren van bladkevers uit het geslacht Galerucella dragen zwarte worstjes; dit zijn de uitwerpselen van de moederkever die dienen om de eieren te camoufleren

De meeste kevers zetten tientallen tot honderden eitjes af, maar er zijn uitzonderingen. Een voorbeeld is de in grotten levende Leptodirus hochenwartii. Deze kever zet slecht enkele eieren af, die relatief groot zijn.
De eitjes van kevers kunnen de meest uiteenlopende vormen hebben, van rond tot langwerpig. De meeste kevers produceren eitjes van enkele millimeters lang, van in water levende kevers is bekend dat de eieren tot 7 millimeter lang kunnen worden. De manier waarop de eitjes worden afgezet verschilt en hieraan zijn sommige kevergroepen zelfs te herkennen. De waterbewonende spinnende waterkevers bijvoorbeeld maken een drijvend eipakketje dat op een blad wordt bevestigd. De eieren ontwikkelen zich op het droge maar als de larven uitkomen kunnen ze direct het water ingaan. De mierenzakkevers produceren vele eitjes die op bloemen worden afgezet. De larven van de mierenzakkevers zijn zeer klein en kruipen massaal op bloemen en klampen zich vast aan bloembezoekende insecten en zo verspreiden ze zich naar de mierennesten waarin ze zich verder ontwikkelen. Ook van andere kevers is bekend dat ze een groot deel van hun leven in een mierennest doorbrengen. Een voorbeeld zijn soorten uit de onderfamilie Pselaphinae (familie kortschildkevers).
Vrijwel alle kevers, behalve de strikt rovende soorten, zetten hun eitjes direct af op het voor de larven geschikte voedsel. Van de grote populierenboktor (Saperda carcharias) is bekend dat de eieren worden afgezet in een door het vrouwtje open geknaagde schors zodat de larven gemakkelijk in het hout kunnen dringen.

### Larve

Larve van een Duliticola-soort, behorend tot de netschildkevers (Lycidae)

Als de larve uit het ei kruipt zijn de ouderdieren bij de meeste vaak al enige tijd overleden. Kevers kennen soms een vorm van broedzorg, zoals ook bekend is van andere insecten als vliesvleugeligen, wantsen en sommige cicaden. Bij de doodgravers uit het geslacht Necrophorus is bekend dat de vrouwtjes hun jongen voeren als ze net uit het ei zijn gekropen. Van veel soorten is ook bekend dat ze de kansen van het nageslacht vergroten door toegang tot voedsel te geven.
Keverlarven hebben net als de volwassen kevers een breed scala aan verschijningsvormen. De meeste keverlarven zijn langwerpig van vorm en hebben duidelijke lichaamssegmenten en een goed van de rest van het lichaam te onderscheiden kop. De kop is vaak sterk gepantserd door een chitineus kopkapsel. Kevers die als larven in de bodem of in een ander substraat leven hebben een made-achtig uiterlijk en hebben korte pootjes. Voorbeelden zijn kevers die in fruit, dierlijk afval of in plantenstengels leven. Veel van dergelijke keverlarven worden gemakkelijk verward met rupsen of wormen. Met name larven die in het hout leven zijn zacht en ongepantserd en lijken sterk op rupsen. Sommige houtbewonende larven hebben zelfs geen poten, zoals bijvoorbeeld larven van de klopkevers. De larven van kevers leven vaak enkele maanden, maar kunnen ook jarenlang over hun ontwikkeling doen. Veel grotere kevers die als larve in het hout leven kunnen meer dan zeven jaar doen over hun larvale ontwikkeling. Dergelijke larven worden ook erg groot en kunnen zo'n tien centimeter lang worden.
Keverlarven die vrijelijk op het land en in het water leven zijn over het algemeen zwaarder bepantserd. Zij hebben daarnaast vaak veel beter ontwikkelde poten, zodat ze snel kunnen rennen of kunnen zwemmen. Keverlarven die in het water leven kunnen soms wel zwemmen, zoals de geelgerande watertorren, maar niet erg snel.
Sommige groepen van kevers zijn bekender door de larve dan het volwassen insect. Een voorbeeld is de ritnaald, dit zijn larven van kniptorren (familie Elateridae). De larve van veel bladsprietkevers wordt engerling genoemd. Deze twee vormen zijn vrijwel het tegenovergestelde van elkaar; een engerling is dik, gekromd en weinig gepantserd. De ritnaald is dun, recht van vorm en heeft een duidelijke bepantsering.
De ontwikkeling van de larve is bij sommige groepen van kevers erg complex. Voorbeelden zijn de oliekevers, die zeer veel eieren afzetten waarvan slechts een zeer klein deel het als larve overleeft. De minuscule larven moeten zich vastklampen aan een solitaire bij, die vervolgens naar het nest vliegt. Hier moet de larve zich op het juiste moment laten vallen om te overleven. De larve eet eerst de eieren van de bij en doet zich vervolgens tegoed aan de door de bij verzamelde honing en nectar die bedoeld was als voedsel voor de bijenlarve. De keverlarve vervelt een aantal keer waarbij de larve in zijn oude larvenhuid overwinterd. De volgende lente komt de larve weer tot leven en vindt de verpopping plaats. Als er ook maar iets fout gaat in het proces, bijvoorbeeld als de oliekeverlarve een nest treft waarin de bij nog geen ei heeft gelegd, dan kan de larve niet tot ontwikkeling komen.

### Pop

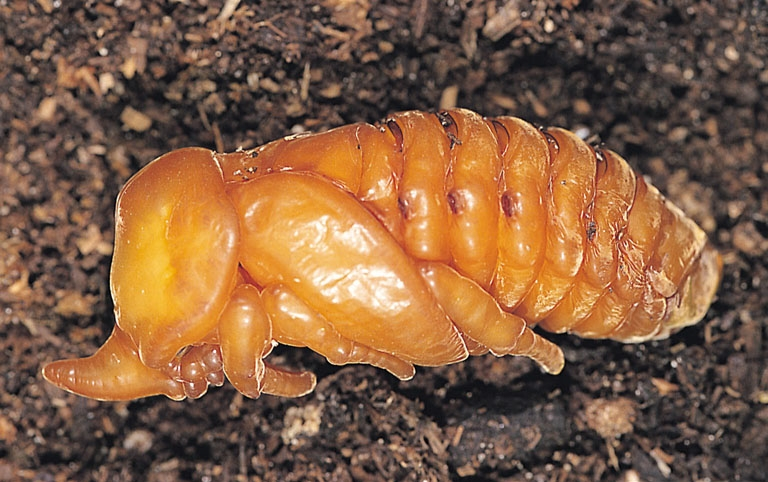
Pop van een neushoornkever (Oryctes nasicornis); het is een mannetje wat te zien is aan de 'neushoorn'

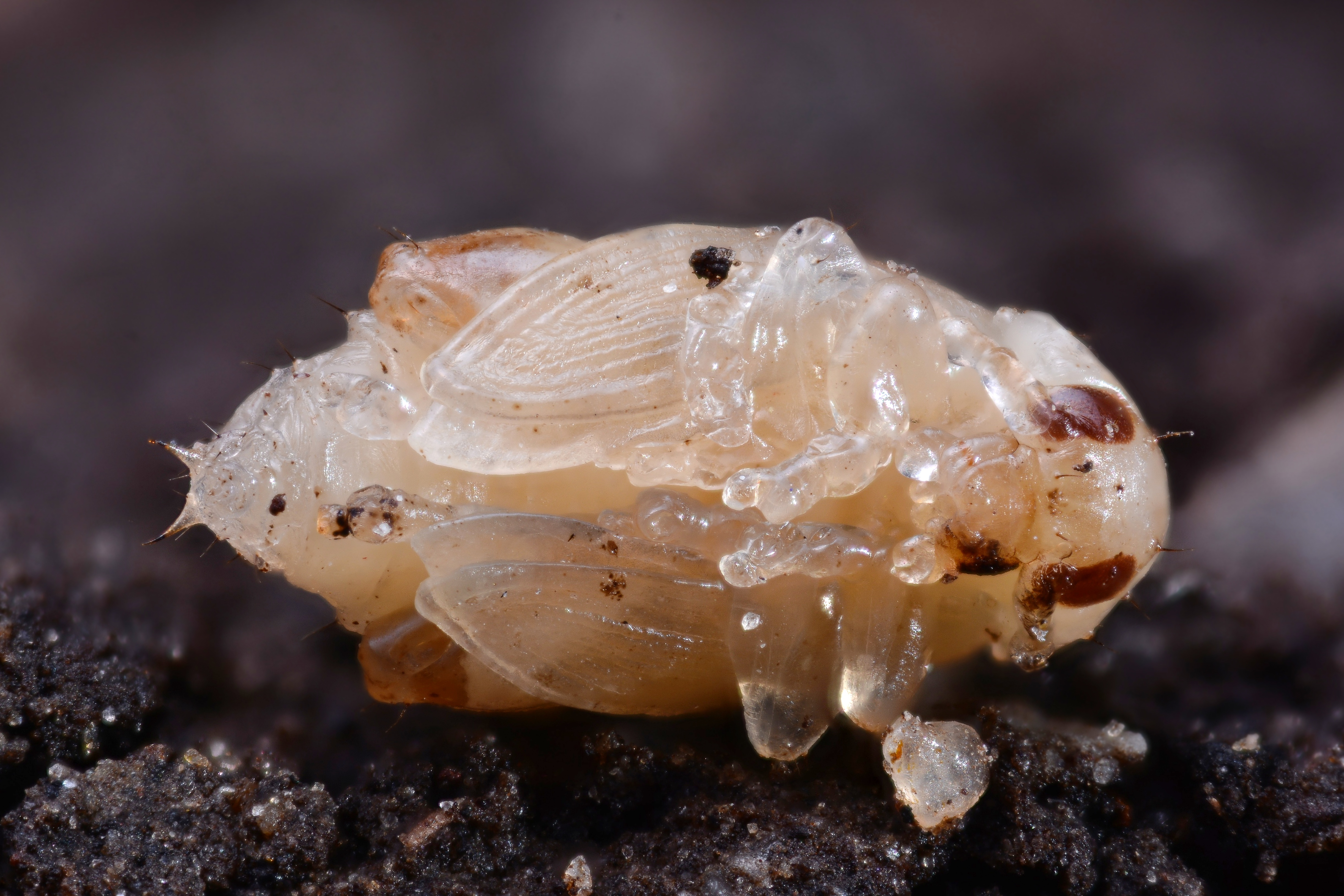
Pop van een koolzaadaardvlo (Psylliodes chrysocephala)

Kevers hebben altijd een popstadium, waarbij het dier tussen het larve- en het volwassen stadium in zit. De kever wordt in het popstadium omgebouwd van een larve tot de volwassen, relatief zwaar bepantserde kever. Tijdens deze periode is de pop geheel weerloos en verplaatst zich niet. De pop van kevers kan hooguit met het achterlijf wriemelen bij verstoring. Dit in tegenstelling tot sommige andere insecten die als pop kunnen lopen zoals de kameelhalsvliegen.
De pop van de kever is altijd kaal, er wordt geen beschermende cocon gemaakt van spinsel. De pop is ook zelden voorzien van een omhulsel, zoals de poppen van bijvoorbeeld vliegen en vlinders het geval is. Er zijn echter enkele uitzonderingen, zoals de lieveheersbeestjes. De poppen van kevers zijn daarnaast ook meestal vrijliggend en hebben zelden een hechtorgaan waarmee ze aan het substraat zijn gehecht. Er zijn uitzonderingen, zoals lieveheersbeestjes en schildpadtorren. De pop heeft al een op de volwassen kever lijkende lichaamsvorm. Bij kevers die lange antennen of grote kaken ontwikkelen zijn deze in de pop al goed te zien.
Sommige groepen van insecten, zoals vlinders, verpoppen meestal op planten, maar bij de kevers komt dit niet vaak voor. Bekende uitzonderingen zijn veel lieveheersbeestjes, die een druppelvormige pop maken aan de onderzijde van bladeren. De meeste kevers laten zich als larve op de grond vallen en verpoppen op de bodem. Een aantal kevers verpopt onder de strooisellaag en andere soorten graven eerst een tunneltje waarin ze verpoppen. Aan het eind van deze tunnel wordt een klein kamertje gemaakt waarin de kever verpopt, dit wordt de poppenwieg genoemd.
Bij kevers die in water leven treedt het probleem op dat de pop onder water geen zuurstof kan krijgen. Waterkevers zijn ontstaan uit groepen die op het land leefden, maar zich hebben ontwikkeld tot waterbewoner. De larven hebben vaak kieuwen en kunnen onder water ademen. Kevers kunnen als pop geen zuurstof onttrekken aan het water en moeten dus aan land kruipen. De meeste waterkeverlarven, zoals die van de schrijvertjes (familie Gyrinidae) kruipen eerst aan land en verpoppen zich in de modder bij de oever. De rietkevers (geslacht Donacia) kennen een gespecialiseerde vorm van ademhalen. Zowel de larven als de pop van de kever verblijven permanent onder water en zijn steeds verbonden met zuurstofkanaaltjes in waterplanten om te ademen.

### Imago
Als de kever uit de pop sluipt breekt het volwassen stadium aan, dit wordt de imago genoemd. De volwassen kever is de eerste tijd nog wit van kleur en pas na enige uren tot dagen krijgt de kever zijn uiteindelijke kleur. De volwassen kever vervelt niet meer en kan dus niet meer groeien. In de meeste soorten kevers worden exemplaren altijd ongeveer even groot, maar van enkele soorten is bekend dat verschillende exemplaren heel anders van lengte en zelfs van vorm kunnen zijn. Voorbeelden vormen de vliegende herten (Lucanidae), waarvan mannetjes soms heel groot worden, tot 9 centimeter en breed vertakte kaken hebben. Kleinere mannetjes zijn niet alleen kleiner van stuk, maar hebben ook beduidend minder vertakte kaken. Dergelijke kleine mannetjes hebben het als larve slechter gehad.
Volwassen kevers van soorten die wat groter worden leven vaak langer dan andere insecten. Bij veel insectensoorten worden de imago's enkele weken tot maanden oud, maar van volwassen kevers is bekend dat ze soms enkele jaren kunnen leven.

## Vijanden en verdediging

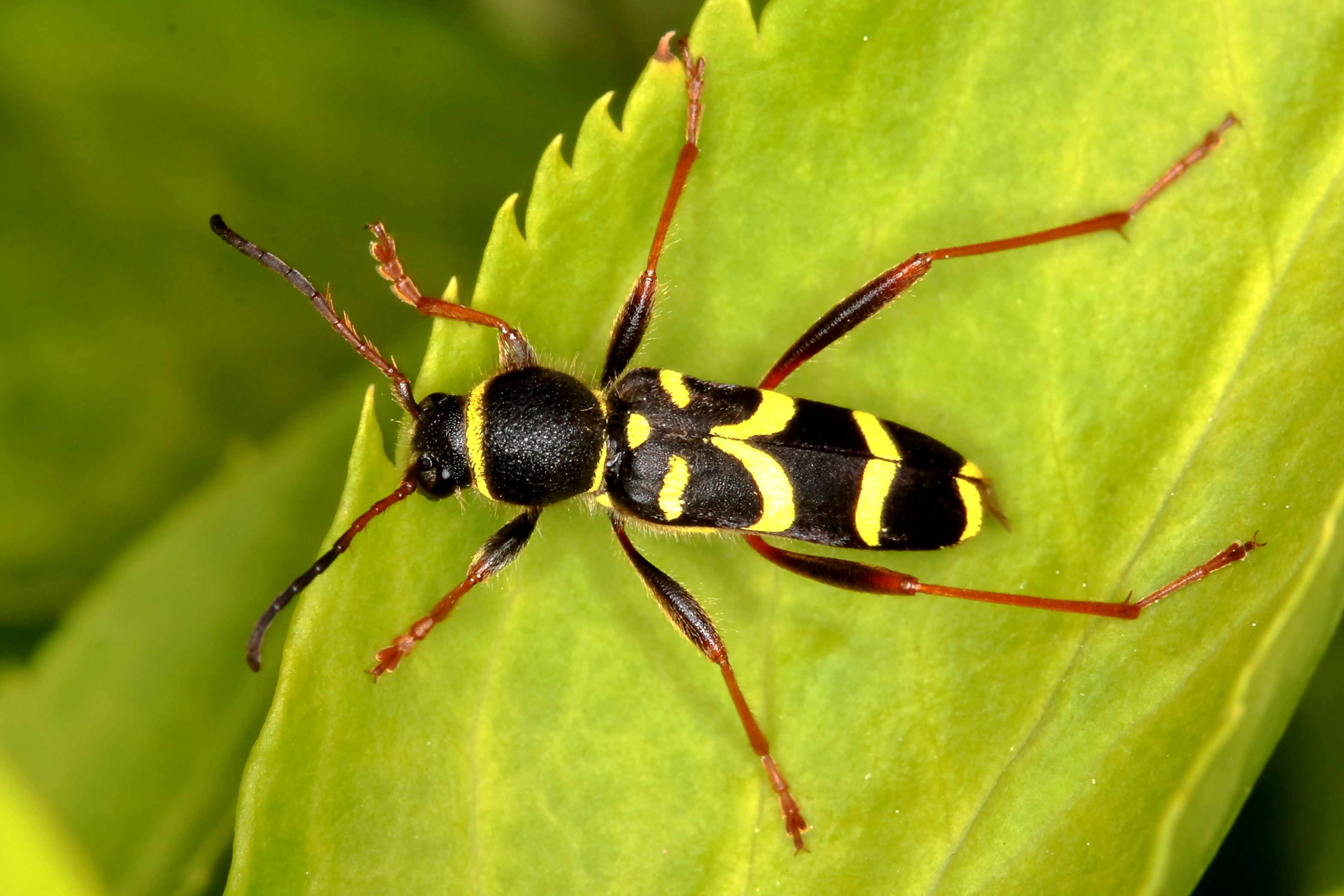
De kleine wespenbok is een kever maar lijkt wat betreft kleuren en gedrag op een wesp

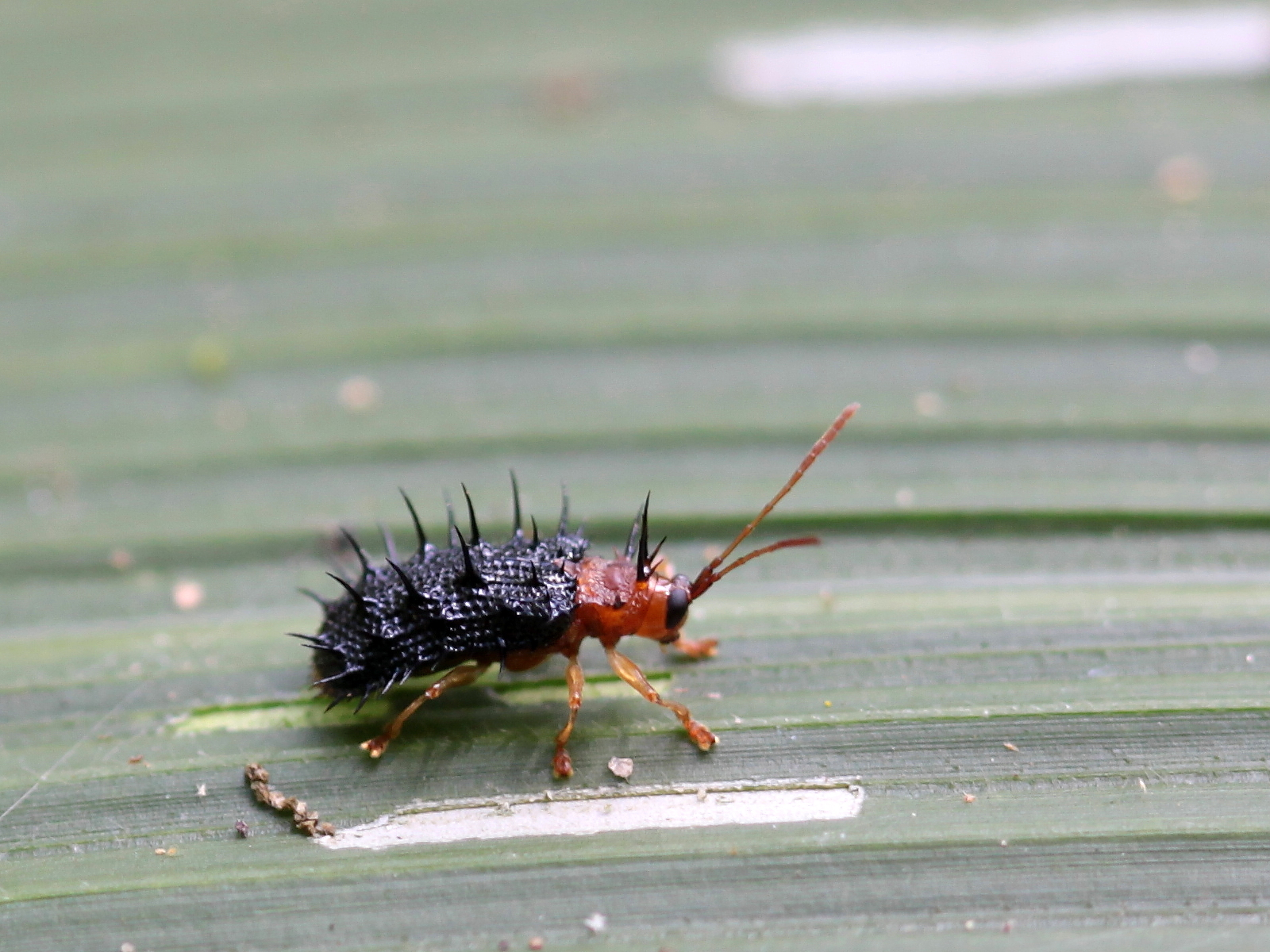
Een onbekende soort uit de onderfamilie Hispinae draagt ter verdediging vele stekels op het lichaam

Kevers hebben vele vijanden, van vogels en rovende zoogdieren tot reptielen en amfibieën. Daarnaast zijn er verschillende ongewervelde dieren die op kevers jagen, waaronder spinnen en insecten zoals sluipwespen.
Belangrijke vijanden van kever zijn kikkers, die grote hoeveelheden kevers eten. Van de in Nederland levende kikkers en padden zijn bij alle soorten weleens kevers of keverlarven in de maag aangetroffen. Veel hagedissen leven eveneens deels van insecten als kevers, zoals de zandhagedis (Lacerta agilis), die ook in België en Nederland voorkomt.
Ook van spitsmuizen, een groep van bodembewonende muizen, is bekend dat ze veel kevers en hun larven eten. Insectenetende vogels eten ook vaak kevers, maar sommige kevers zijn giftig voor de jongen van vogels.
Kevers en hun larve worden daarnaast belaagd door andere geleedpotigen, zoals spinnen en schorpioenen. Dergelijke predatoren zijn niet specifiek in hun voedselkeuze en eten ook andere prooidieren. Kevers worden ook door sluipwespen buitgemaakt, deze wespen voorzien de verlamde kever of de larve van een ei en vervolgens eet de larve van de sluipwesp de kever van binnenuit op.

### Verdediging
De verdediging kan bij kevers verschillende vormen aannemen. De verschillende vormen van verdediging bestaan uit passieve verdediging en actieve verdediging. Passieve verdediging bestaat uit een onopvallende lichaamskleur en soms is de lichaamsvorm aangepast aan de omgeving, zodat de kever niet opvalt. Sommige groepen kevers hebben een schrikkleur, ze hebben felle kleuren om aan te geven dat ze giftig zijn. Sommige kevers hebben een vorm van mimicry, ze lijken op gevaarlijke dieren terwijl ze zelf niet gevaarlijk zijn. Dit misleidt predatoren zodat ze de kevers met rust laten. Een voorbeeld hiervan is de kleine wespenbok (Clytus arietis), die niet alleen lijkt op een wesp, maar ook het gedrag van wespen nabootst.
Andere vormen van passieve verdediging zijn verschillende lichaamsuitsteeksels, zoals stekels en doorns. Bij de spinnende watertorren is aan de onderzijde een messcherpe, platte doorn aanwezig, die van onderen aanvallende vijanden afweert. Bij de bladkevers uit de onderfamilie Hispinae zijn over de gehele bovenzijde van de dekschilden kleine stekeltjes aanwezig. De kever heeft hierdoor iets weg van een egel.
Kevers kennen daarnaast ook verscheidene vormen van actieve verdediging met daaraan verbonden gedrag. De meeste kevers rennen of zwemmen snel weg of laten zich simpelweg vallen en houden zich dood, waarbij de poten en kopaanhangsels worden ingetrokken. Andere soorten zullen snel wegvliegen bij verstoring en weer andere kevers vertonen dreiggedrag of kennen een actieve vorm van verdediging, zoals het afgeven van smerige stoffen als ze worden bedreigd. Sommige kevers kunnen zelfs smerig ruikende klierafscheidingen naar een belager spuiten. Van veel kevers is bekend dat ze een piepend of klikkend geluid maken als ze worden vastgepakt. Dit is bekend van boktorren (familie Cerambycidae), maar ook van kniptorren (familie Elateridae). Kniptorren kennen daarnaast het vermogen om zich in de lucht te werpen door het lichaam snel te latten knikken met behulp van spieren en een scharnierachtige structuur aan het borststuk. Ze kunnen zich zo op de buik draaien als ze op hun rug terecht zijn gekomen.
Chemische verdediging vindt men bij vele families, onder andere de bladkevers, lieveheersbeestjes en de oliekevers. Met name de laatste familie is berucht doordat hun afscheiding niet alleen vies ruikt en smaakt, maar tevens blaartrekkend is en kan leiden tot pijnlijke, grote en waterige blaren. Een spectaculaire vorm van actieve verdediging is bekend van de bombardeerkevers, zoals de grote bombardeerkever. Deze kevers hebben een soort explosiekamer in het achterlijf, waarin verschillende stoffen worden vermengd en vervolgens uit het achterlijf worden gespoten. Kevers kunnen deze bijtende vloeistof gericht naar een vijand schieten. De vloeistof heeft bovendien een temperatuur van bijna 100 graden Celsius.
Soorten uit de familie bloemweekschilden (Melyridae) hebben kleine zakachtige structuren aan weerszijden van het achterlijf. Deze worden bij verstoring opgeblazen, zodat de felle kleur tevoorschijn komt en het lichaam groter lijkt.
Grotere kevers hebben vaak ook grote kaken en kunnen beter niet worden gehanteerd, omdat ze kunnen bijten. Geen enkele kever is echter gevaarlijk voor de mens.

## Kevers en de mens
Kevers zijn een van de bekendste insectengroepen, doordat ze vaak worden aangetroffen. Met name soorten als lieveheersbeestjes zijn bekend, door hun algemeen voorkomen en fel rode tot gele lichaamskleur. Ook de loopkevers zijn bekend, doordat ze vaak tevoorschijn komen en snel wegrennen als ze worden gestoord.

### Schadelijke soorten

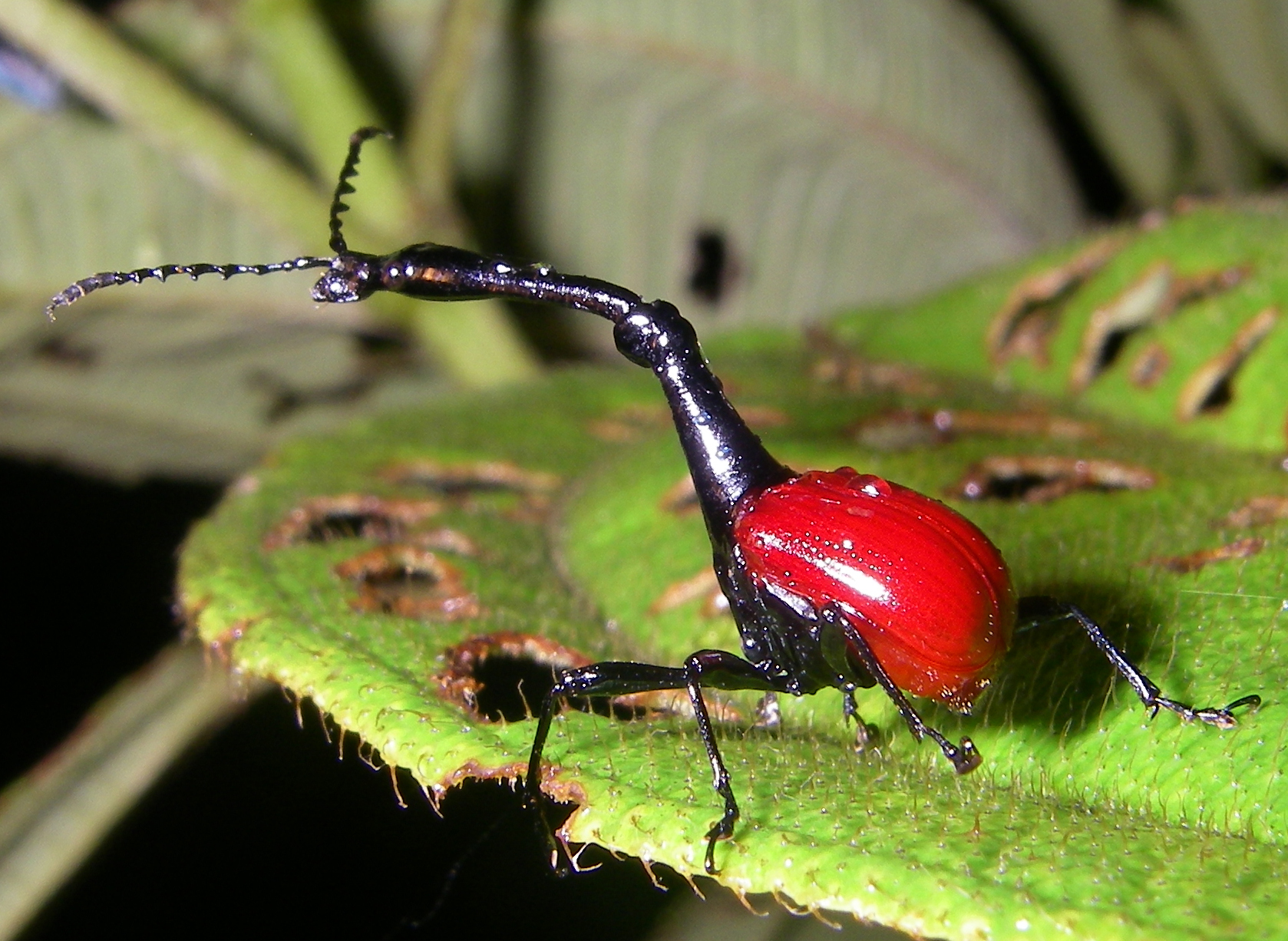
Bladrolkevers rollen bladeren van planten op; afgebeeld is een mannetje van de tropische soort Trachelophorus giraffa in Madagaskar

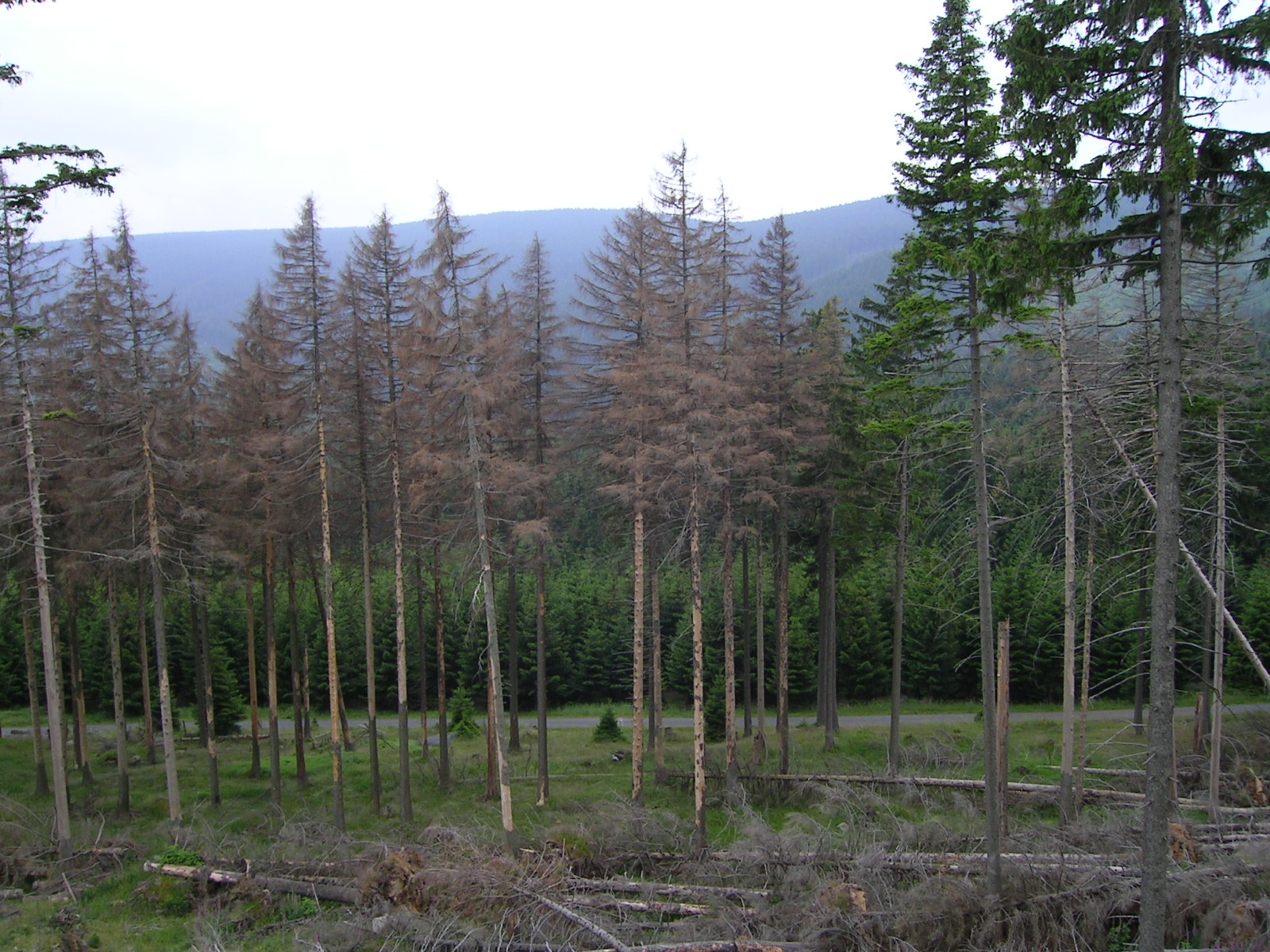
Sommige kevers kunnen gebieden deels ontbossen; afgebeeld zijn dode naaldbomen als gevolg van een infestatie van de letterzetter (Ips typographus)

Kevers zijn met name schadelijk vanwege hun plantenetende levenswijze. Veel soorten leven van levende planten, maar er zijn ook veel groepen kevers die zich als larve voeden met dood hout. Deze soorten zijn berucht om de aantasting van allerlei houten voorwerpen, zoals meubilair, dode bomen en museumstukken. Van een aantal kevers is bekend dat ze schimmels verspreiden van boom tot boom, waardoor die ziek worden en sterven, zoals de grote iepenspintkever (Scolytus scolytus). Sommige kevers kunnen hierdoor een reëel gevaar vormen voor de mens, bijvoorbeeld soorten die dode bomen aantasten of zich tegoed doen aan constructiedelen van gebouwen, zoals draagbalken en funderingen. Als dat niet tijdig wordt ontdekt kan zo'n boom of constructiedeel het begeven door de vele gangen die de keverlarven er in gevreten hebben.
Veel kevers eten niet de gehele plant, maar kunnen de planten wel aantasten. Voorbeelden zijn bladrolkevers als de hazelaarbladrolkever (Apoderus coryli), zulke kevers snijden de bladeren van planten in en rollen deze op, waarna ze een ei in het opgerolde blad afzetten (of de eitjes gelegd onder de opperhuid van het blad). Als bladrollers in grote aantallen voorkomen kunnen ze veel zichtschade aanrichten. Voorbeelden van dergelijke kevers zijn de eikenbladrolkever (Attelabus nitens) en de hazelaarbladrolkever, die beide ook in België en Nederland voorkomen. Sommige kevers zijn niet alleen schadelijk doordat ze bladeren van planten of op sparren de bast aantasten, zoals door de letterzetter, maar ook verspreiden zij ziektes en aandoeningen. Sommige lieveheersbeestjes eten niet alleen plantenschimmels, maar brengen deze ook van de ene naar de andere plant over. Van andere kevers is bekend dat ze gevaarlijke plantenziektes kunnen overbrengen.
Naast bladetende soorten zijn er ook kevers die van de wortels of het zaad van planten leven. Voorbeelden zijn soorten uit de familie zaadkevers (Bruchidae) zoals de bonenkever en de erwtenkever.
Een aantal kevers komt soms massaal tevoorschijn en is gedurende een korte periode in grote aantallen aan te treffen. Dergelijke soorten vormen dan een plaag, een voorbeeld is de coloradokever (Leptinotarsa decemlineata), die van aardappelplanten leeft en grote schade kan aanrichten. In vroeger tijden was in België en Nederland de meikever een ware plaag die in enorme zwermen kon voorkomen en de oogst bedierf door de planten geheel kaal te vreten. Doordat de meikever tegenwoordig betrekkelijk zeldzaam is komen dergelijke plagen heden ten dage niet meer voor.
Sommige kevers worden gezien als voedselconcurrent van de mens, een voorbeeld is de bijenwolf. Dit is een kever die op honingbijen jaagt. Imkers vrezen deze kever vanwege de schade aan de bijenpopulatie en de hiermee gepaard gaande lagere honingproductie. Er zijn ook kevers bekend die in bijennesten leven maar een rol vervullen als opruimer van het nest. Dergelijke kevers zijn juist aan te merken als nuttig.
Er zijn kevers die de voedselvoorraden aantasten, een voorbeeld is de meeltor (Tenebrio molitor), die hier zelfs zijn Nederlandse naam aan te danken heeft. Ook berucht zijn de klopkevers (familie Ptinidae), die onder andere leven van graan. Klopkevers kunnen ook leven van ander organisch materiaal, zoals dierenhuiden. Ook verschillende soorten spektorren (Dermestidae) hebben een dergelijk dieet, deze kevers komen vaak voor in huizen en andere gebouwen waar ze leven van organisch materiaal.
Beruchte soorten uit de familie spektorren zijn de tapijtkever (Anthenus verbasci) en de gewone spekkever (Dermestes lardarius), die binnenshuis leven van dierlijke producten, zoals vlees en vis, en daarnaast de pelskever (Attagenus pellio), die eveneens van dierlijke resten leeft, maar ook buitenshuis kan worden aangetroffen.

### Nuttige soorten

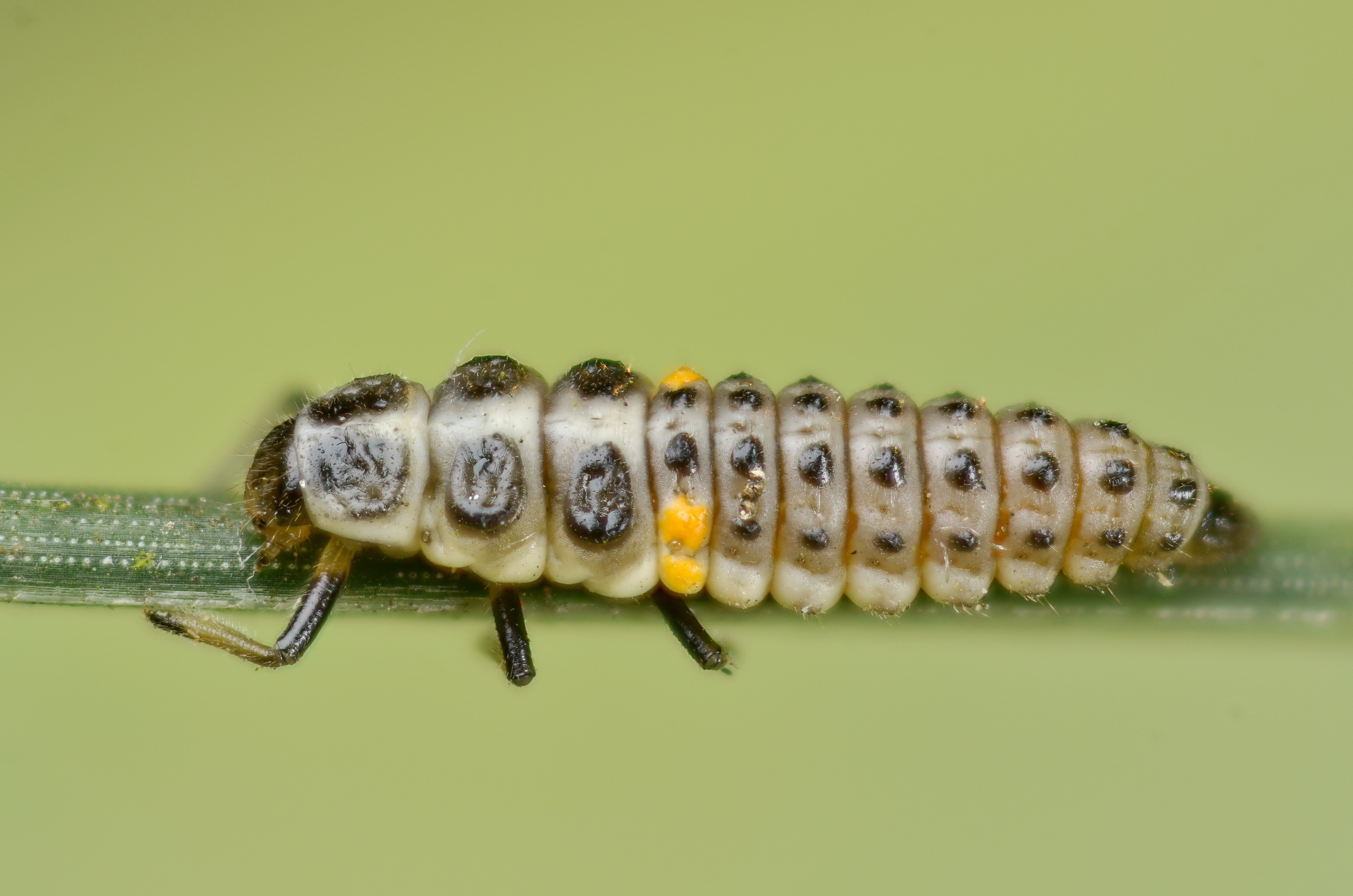
De larve van het achttienstippelig lieveheersbeestje (Myrrha octodecimguttata) leeft van bladluizen in naaldbossen

De meeste kevers zijn onschadelijk en spelen een grote rol in het ecosysteem, doordat ze gegeten worden door andere dieren zoals vogels, kleine zoogdieren, reptielen en amfibieën. Voor deze dieren spelen de kevers een belangrijke rol in het dieet.
Sommige kevers worden door hun voedselgewoonten als zeer nuttig beschouwd, zoals bladluisetende soorten lieveheersbeestjes. Dergelijke soorten worden zelfs als biologisch bestrijdingsmiddel ingezet. Minder bekend zijn de poppenrovers uit het geslacht Calosoma. Deze loopkevers leven van andere dieren, en voor een deel bestaat hun menu uit rupsen. De grote poppenrover is een van de weinige dieren die de eikenprocessierups eet. Andere dieren vermijden deze rupsen vanwege hun pijnlijke brandharen. Ook voor mensen kunnen deze rupsen irriterend werken op de huid. De larven van poppenrovers kunnen zo'n 40 rupsen eten voor ze volwassen worden. Een volwassen kever kan tot 400 rupsen per jaar verorberen. De poppenrovers zijn in verschillende werelddelen uitgezet om schadelijke rupsen te bestrijden.
Soorten uit de familie mierkevers (Cleridae) leven voornamelijk van de larven van schorskevers. Een voorbeeld is de (gewone) mierkever (Thanasimus formicarius), die in naaldbossen leeft. Schorskevers zijn schadelijk doordat ze levende naaldbomen aantasten door de schors op te eten. Een andere mierkever, de soort Opilo domesticus, komt weleens voor in huizen en eet hier andere insecten. Voornamelijk houtetende kevers worden gegeten, waardoor deze kever als nuttig kan worden gezien. Ook andere mierkevers die van houtetende boktorren en hun larven leven worden graag gezien. Een voorbeeld is de huismierenkever (Tillus elongatus).

## Taxonomie en indeling

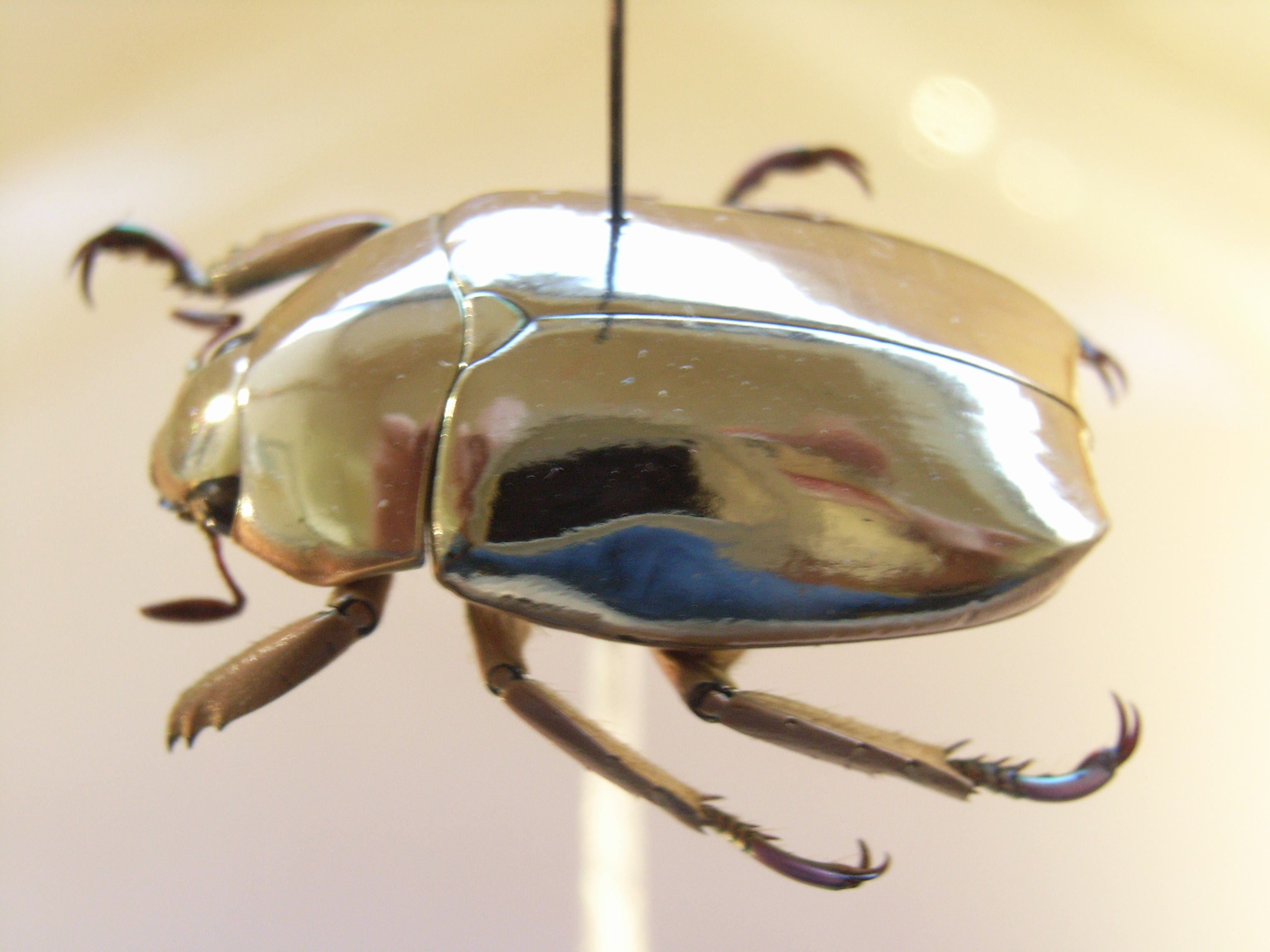
Deze soort uit het geslacht Chrysina heeft een opvallende kleur waarbij het lijkt of het lichaam met een goudlaagje is bedekt

De schattingen van het aantal keversoorten variëren naargelang de auteur: van "veel meer dan 300.000 beschreven soorten" tot 500.000 soorten (peildatum 1987), wat overeenkomt met 40% van alle insectensoorten. Men weet dat er nog veel soorten niet beschreven zijn. Het bracht evolutiebioloog Haldane tot de uitspraak dat God een buitensporige voorliefde voor kevers moet hebben gehad.
Kevers worden in verschillende groepen verdeeld op basis van hun verwantschap. Kevers worden verdeeld in vier hoofdgroepen; de onderorden. De grootste groep zijn de Polyphaga. Bij de onderverdeling van de kevers zijn nogal wat 'tussenlagen' gecreëerd, zoals onderorde, infraorde, superfamilie, onderfamilie, tribus en ondergeslacht, naast de gebruikelijke indeling in orde, familie, en geslacht.

### Onderorden van kevers
Onderstaand zijn alleen de hogere groepen van kevers weergegeven. Zie voor een uitgebreid overzicht tot op familieniveau het artikel taxonomie van de kevers.
- Onderorde Adephaga
- Onderorde Archostemata
- Onderorde Myxophaga
- Onderorde Polyphaga
  - Infraorde Bostrichiformia
  - Infraorde Elateriformia
  - Infraorde Staphyliniformia